# Das Rauhe Haus

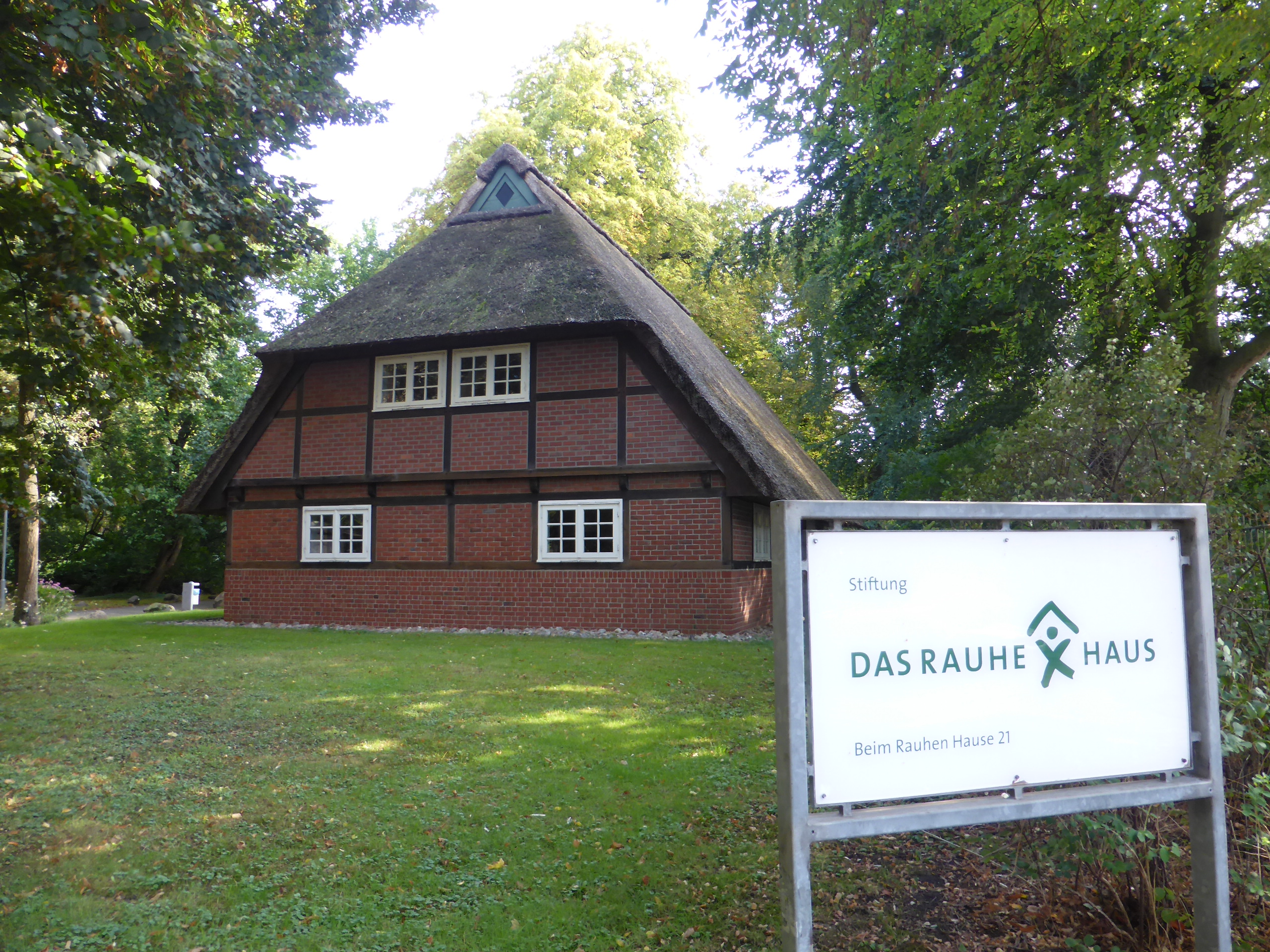
Die namengebende Kate Rauhes Haus wurde 1979 nach Kriegszerstörung 1943 auf dem Stiftungsgelände nachgebaut, um als Museum und Tagungsstätte zu dienen. Im September 2009 wurde das Gebäude durch Brandstiftung schwer beschädigt. (Zustand 2019)

Das Rauhe Haus in Hamburg ist eine im Jahr 1833 von Johann Hinrich Wichern zusammen mit Hamburger Bürgern gegründete rechtsfähige Stiftung des bürgerlichen Rechts. Ursprünglich hatte sie den Zweck, ein Rettungsdorf für verhaltensauffällige oder straffällig gewordene arme Hamburger Kinder zu unterhalten, die man im damaligen Sprachgebrauch als „sittlich verwahrlost“ bezeichnete. Im Rettungsdorf lebten die Kinder nach dem Familienprinzip in Wohngruppen und wurden auf eine Lehre im Handwerk oder auf eine Tätigkeit als Dienstmädchen vorbereitet. Bereits zu Wicherns Lebzeiten begann der Umbau zu einer Schulstadt mit Angeboten für Kinder mit Lernschwierigkeiten.
Die Stiftung ist heute mit verschiedenen Einrichtungen, Wohngruppen und Stadtteilbüros in Hamburg und Schleswig-Holstein vertreten und betreut Kinder, Jugendliche und ihre Familien, alte Menschen, geistig Behinderte und psychisch Kranke. Sie unterhält außerdem die allgemeinbildende evangelische Wichern-Schule, die Evangelische Hochschule für Soziale Arbeit & Diakonie und die Evangelische Berufsschule für Pflege.
Das Stiftungsgelände befindet sich in Hamburg-Horn, in einem Gebiet, das von den Straßen Beim Rauhen Hause, Rhiemsweg, Horner Weg und dem Fußweg „Hohle Rönne“ begrenzt wird.

## Name und Stiftungszweck
Rauhes Haus war der Name einer Bauernkate, die als Keimzelle des von Wichern aufgebauten Rettungsdorfs vor den Toren Hamburgs betrachtet wird. 
Zweck der Stiftung Das Rauhe Haus ist es, bedürftigen Menschen durch Aufnahme, Unterstützung, Förderung, Erziehung, Pflege und allgemeine schulische Bildung zu helfen; sie macht dabei keinen Unterschied hinsichtlich der Herkunft, Religion oder sozialen Stellung der Bedürftigen. Das Rauhe Haus erfüllt diesen Stiftungszweck auch durch Aus-, Fort- und Weiterbildung in diakonischen, kirchlichen und sozialen Berufen, insbesondere durch die Ausbildung von Diakonen und Diakoninnen. Die Diakonenanstalt, die auf die von Wichern gegründete Brüderschaft des Rauhen Hauses zurückgeht, ist eine formal eigenständige rechtsfähige Stiftung bürgerlichen Rechts, die aber in Personalunion ebenfalls vom Vorstand der Stiftung Das Rauhe Haus geleitet wird.

## Wicherns Rettungsdorf

### Vorgeschichte

#### Hamburger Allgemeine Armenanstalt

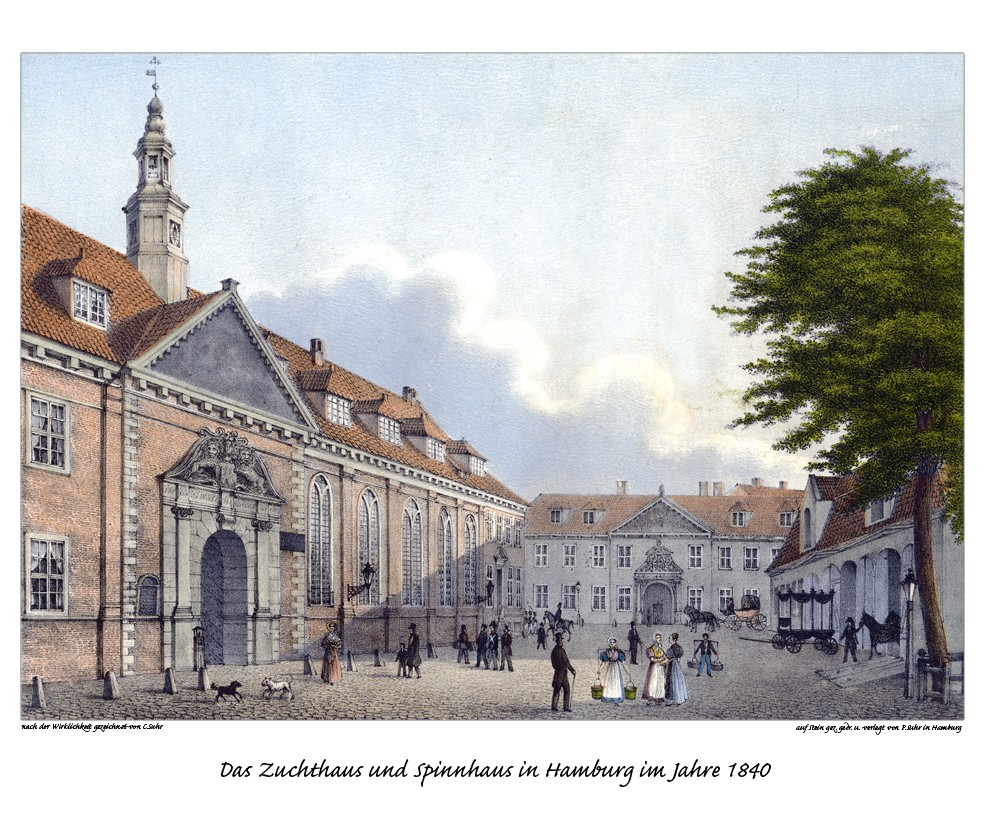
Während der französischen Besatzung wurde das Hamburger Werk- und Armenhaus vom Zuchthaus räumlich getrennt. 1828 wurde im gleichen Gebäudekomplex außerdem die Strafklasse eingerichtet. (Das Zuchthaus und das Spinnhaus in Hamburg im Jahre 1840, Lithographie, Gebrüder Suhr)

Am 1. November 1788 trat in Hamburg eine neue Armenordnung in Kraft, die Modellcharakter für andere Städte hatte. Sie beruhte auf einer privaten Initiative, die über ihre Mitglieder personell mit dem Stadtrat verflochten war. 180 Bürger ließen sich als ehrenamtliche Armenpfleger rekrutieren. Durch ihren Einsatz wurde die arme Bevölkerung Hamburgs exakt erfasst und engmaschig kontrolliert. Die zunächst gesunkene Zahl der Armen hielt man für einen Erfolg. Doch während der napoleonischen Besatzung griff das System nicht mehr. Im Jahr 1814 wieder in Kraft gesetzt (und formal bis 1892 gültig), war die Armenordnung der großen Zahl Hilfsbedürftiger nicht gewachsen. Das bürgerschaftliche Engagement schwand. Das nach 1788 aufgebaute Schulwesen für Kinder der Unterschicht wurde nicht weitergeführt. Stattdessen war es gängige Praxis der seit 1823/25 bestehenden Schule des Werk- und Armenhauses, „verwahrloste“ Kinder an die Polizeibehörde zu übergeben. Mangels Alternativen wies die Polizei diese Kinder sowie jugendliche Straftäter, die noch nicht das Konfirmationsalter erreicht hatten, in die notorisch überfüllte Strafklasse ein, die 1828 zur Entlastung des Zuchthauses eingerichtet worden war. Sie war in einem verfallenen Baukomplex an der Binnenalster untergebracht. Konfirmierte jugendliche Delinquenten erhielten Zuchthausstrafen.

#### Pläne zur Reform der Hamburger Kinder- und Jugendfürsorge
Die Situation der Kinder- und Jugendfürsorge in Hamburg war also in den ersten Dekaden des 19. Jahrhunderts reformbedürftig. Für die Einrichtung eines „Rettungshauses“ als Alternative zur Strafklasse gab es bereits Projekte mit Vorbildcharakter:
- Düsselthaler Anstalten (Adalbert von der Recke-Volmarstein),
- Rettungshaus in Beuggen bei Basel (Christian Heinrich Zeller),
- „Lutherhof“ in Weimar (Johannes Daniel Falk),
- „Anstalt zur Erziehung sittlich verwahrloster Kinder“ in Berlin (David Traugott Kopf).

Der Hamburger Senator Martin Hieronymus Hudtwalcker stand seit Mitte der 1820er Jahre in Verbindung mit Falk in Weimar und unterstützte dessen Arbeit. Hudtwalcker engagierte sich aus religiösen Motiven für die arme Bevölkerung. Er war ein Repräsentant der für Hamburg typischen „erweckten Altgläubigen“. Lutherische Neuorthodoxie und Erweckungsbewegung hatten sich bei dieser kirchenpolitischen Gruppierung in gemeinsamer Frontstellung gegen den rationalistischen Teil der Pfarrerschaft verbunden. Als oberster Polizeiherr fiel die Einweisung von Kindern in die Strafklasse in Hudtwalckers Aufgabenbereich. Am 25. Oktober 1832 hielt er auf der Sitzung der Hamburger Armenkommission ein Grundsatzreferat, in dem er seine Erfahrungen zusammenfasste: „Das Strafwesen der Armenschulkinder bedarf einer totalen Reform, wenn wir nicht die ohnehin bis ins Unglaubliche zunehmende Verwilderung der Jugend der niederen Klasse noch mehr befördern wollen.“

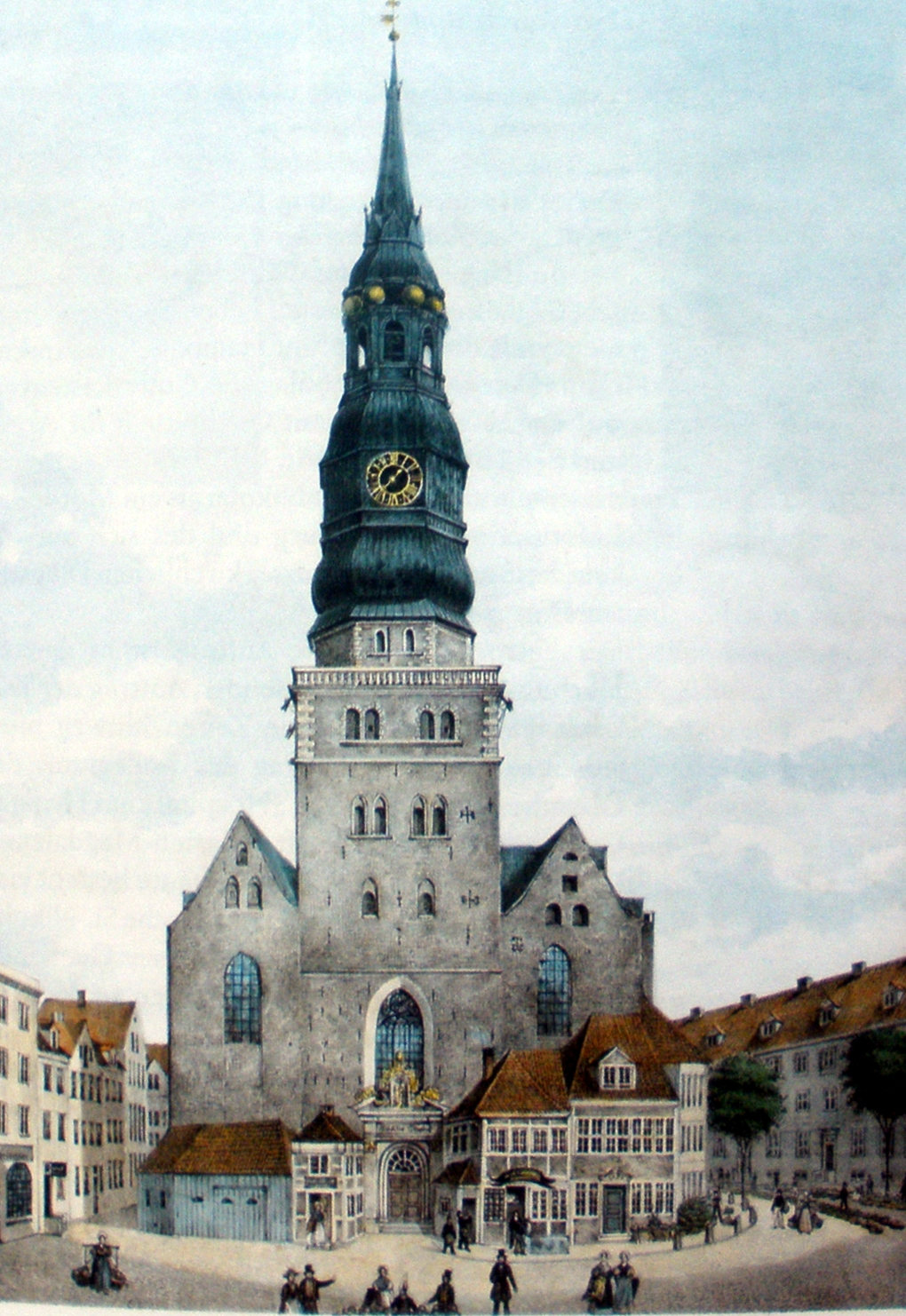
Hauptkirche St. Nikolai um 1835 (Lithographie, Gebrüder Suhr)

In Pöseldorf (heute Harvestehude) betrieb Johann Ludwig Emanuel Pluns, auch einer der Erweckten, eine Erziehungsanstalt. Er stand mit von der Recke im Briefkontakt und fasste im Herbst 1826 den Plan, in Hamburg ein Waisenhaus für arme Kinder nach dem Vorbild der Düsselthaler Anstalten zu gründen. Seit Januar 1826 arbeitete Johann Hinrich Wichern (1808–1881) als Erziehungsgehilfe in Pluns’ Privatschule. Pluns bezog den Achtzehnjährigen in seine Waisenhaus-Pläne ein und schlug ihm vor, sein Nachfolger in der Leitung dieses Projektes zu werden. Doch Wichern war zu diesem Zeitpunkt nicht interessiert. Während seines Theologiestudiums in Göttingen (1828/29) und Berlin (ab 1830) blieb Wichern aber mit dem Rettungshausgedanken verbunden und besichtigte auch Kopfs Berliner Erziehungsanstalt. Er kehrte im Herbst 1831 nach Hamburg zurück, um sich auf sein Examen vorzubereiten. Seinen Unterhalt verdiente er durch Privatstunden und als Lehrer an der Freischule (Armenschule) der Hauptkirche St. Nikolai.
Worin Wichern die Lösung für das Armutsproblem sah, geht bereits aus seiner ersten Veröffentlichung hervor: Der Hamburger Advokat und Kriminalrichter Carl Wilhelm Asher hatte angeregt, zu den Gründungsgedanken der Allgemeinen Armenanstalt zurückzukehren und den Armen Arbeitsmöglichkeiten zu schaffen. In einer Rezension von Ashers Schrift, die am 21. Januar 1832 im Bergedorfer Boten abgedruckt wurde, erklärte Wichern, dass die Armut nur bekämpft werden könne, wenn man ihre Hauptursache beseitige, das „Sittenverderben des Volks“, eine Konsequenz aus dem um sich greifenden „gottlosen Unglauben.“ Die wirtschaftlichen, politischen und sozialen Ursachen des Pauperismus nahm er nur am Rande wahr.

#### Wichern als Sonntagsschullehrer in St. Georg
Am 6. April 1832 bestand Wichern die theologische Prüfung vor dem Hamburger Geistlichen Ministerium. Johann Wilhelm Rautenberg, Pastor in Hamburg-St. Georg, lud ihn ein, ehrenamtlich die neu eingerichtete Sonntagsschule zu leiten. Wichern trat dieses Amt am 24. Juni 1832 an und begann, die Familien der Sonntagsschulkinder zuhause zu besuchen. Er begab sich also in die Quartiere, die die Allgemeine Armenanstalt seinerzeit für die Allerärmsten am Dammtorwall und in St. Georg hatte bauen lassen. Was Wichern hier kennenlernte, war das „Massenelend des vormärzlichen Pauperismus.“ Wichern deutete seine Beobachtungen mit Hilfe der dominierenden Kausalkette Unglaube – Sittenlosigkeit – Familienzerstörung, alternativ gelegentlich auch Armut – Entsittlichung – Gottlosigkeit. Seine Notizen wurden erst später unter dem Titel Hamburgs wahres und geheimes Volksleben veröffentlicht.
Am 8. Oktober 1832 tagte der Besuchsverein von St. Georg und besprach die Gründung eines Rettungshauses für arme Hamburger Kinder. Wichern war einer der Anwesenden. Die Vereinsmitglieder suchten fortan nach Möglichkeiten, Kapital aufzubringen und ein Haus und Grundstück zu erwerben. Da fügte es sich, dass eine Spende für die geplante milde Stiftung einging. Diese musste nach hamburgischem Recht von einem Mann öffentlich quittiert werden, der für die korrekte Verwendung des Geldes bürgte. Senator Hudtwalcker wurde deshalb angesprochen und erfuhr so von dem Projekt aus St. Georg. Er kannte Wichern durch dessen Arbeit in Pluns’ Privatschule. Als Testamentsvollstrecker konnte Hudtwalcker über die bedeutende Summe von 17.500 M verfügen, die zum Bau einer Erziehungsanstalt nach Berliner Vorbild bestimmt worden war. „Hudtwalcker hoffte, dass Privateinrichtungen … eines Tages die Strafklasse überflüssig machen könnten. Für eine Substitution von öffentlichen durch privatwohltätige Einrichtungen sprachen in seinen Augen vor allem die hohe Sterblichkeit und die mangelnden Disziplinierungserfolge der Strafklasse.“

### Gründung der Stiftung
Außer Senator Hudtwalcker und Pastor Rautenberg unterstützte mit Senatssyndicus Karl Sieveking ein weiterer führender Vertreter der Erweckten die geplante Rettungsanstalt für sittlich verwahrloste Kinder. Am 28. April 1833 bot er Wichern schriftlich eine Immobilie zur Miete an: eine strohgedeckte, recht baufällige Kate in der Landherrenschaft Hamm und Horn, die in den 1820er Jahren als Vergnügungslokal genutzt worden war. Dazu gehörten Garten, Scheuer, Brunnen, Gewächshaus, Eisgrube und ein Fischteich. Sieveking war auch Eigentümer der angrenzenden Felder und schlug vor, die Anlage könne zukünftig noch erweitert werden. Woher die Kate ihren Namen Das Rauhe Haus hatte, wusste 1833 niemand mehr. Sieveking selbst setzte den Namen der Kate in Beziehung zu der Aufnahme „verwahrloster“ Kinder. Er schrieb an Wichern: „Diese uralte Benennung passt so sehr zu Ihrem Zweck, dass ich gleich darauf verfallen sein würde, wenn ich es nicht vermietet gehabt hätte.“ Wichern war das zu diesem Zeitpunkt nicht so wichtig, aber er merkte bald, dass der Name kontraproduktiv war, weil er an raue Sitten bei der Erziehung denken ließ. In den Publikationen des Rauhen Hauses wurden verschiedene Erklärungen für den Namen der Kate verbreitet, darunter als bekannteste die Benennung nach einem Vorbesitzer Ruge. Dieser ist urkundlich aber nicht nachweisbar.

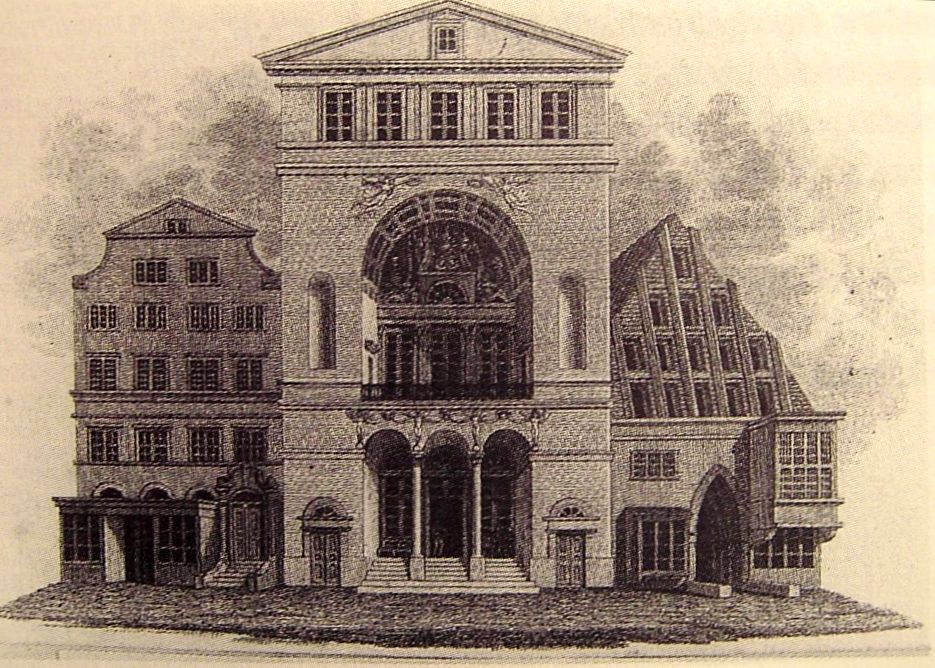
Börsenhalle in der Bohnenstraße, Zustand um 1825

Am 12. September 1833 konstituierte sich im Auktionssaal der Börsenhalle in der Bohnenstraße der Trägerverein, und Wichern stellte einem zahlreichen Publikum sein Projekt vor:
- das Modell der Kinderfamilie;
- freie Entfaltung des Individuums verbunden mit Gemeinschaftsbewußtsein;
- Erziehung durch Arbeit und zur Arbeit;
- das alles im Geist des Evangeliums.

Dass sich Wichern mit einer programmatischen Rede (und mit spendenwerbender Rhetorik) an die Öffentlichkeit wandte, zeigt, wie stark er auf private Sponsoren setzte. Ausdrücklich verzichtete er auf staatliche Hilfen. Denn das hätte bedeutet, bei den Aufnahmekriterien und bei der „Rettungsarbeit“ staatliche, ordnungspolitische Vorgaben zu befolgen. Stattdessen setzte das Rauhe Haus auf einen Mix aus kalkulierbaren regelmäßigen Einkünften (Subskriptionen, Pensionen, Spenden-Patenschaften) und groß beworbenen Einmalaktionen, wie Wohltätigkeitsbasaren. Letztere waren ein Tätigkeitsfeld für Frauen aus dem Hamburger Bürgertum.
Zum Verwaltungsrat gehörten die Senatoren Carl Sieveking und Georg Christian Lorenz Meyer, mehrere Kaufleute, ein Arzt und der Pastor des Kirchspiels Hamm und Horn. Durch dieses Aufsichtsgremium hatte das Rauhe Haus von Anfang an personelle Verbindungen mit Staat und Kirche Hamburgs.

### Aufbau einer „christlichen Kolonie“

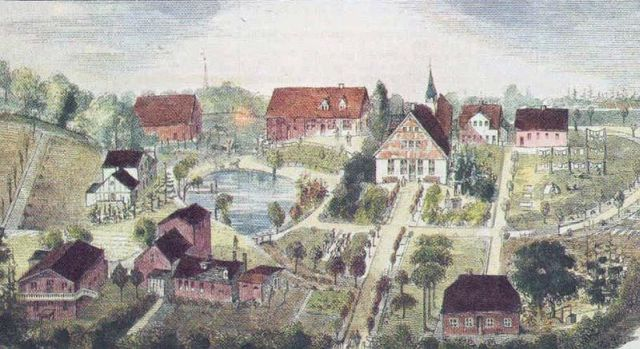
Das Stiftungsgelände um 1850. Im Vordergrund links das zweistöckige Schweizerhaus, die später gebaute Buchbinderei und ganz rechts die Bauernkate. Hinter dem Teich das große Arbeitshaus, rechts daneben das Mutterhaus (Grüne Tanne), hinter dem sich der Betsaal (mit Dachreiter) befindet. Daneben die Wäscherei und hinten rechts das Wohnhaus Bienenkorb

Schon bevor Wichern mit Mutter, Schwester und Bruder am 31. Oktober 1833 in die Bauernkate einzog, kündigte er seiner Braut in einem Brief vom 9. Mai 1833 an, dass er vorhatte, eine „kleine christliche Kolonie, wo Haus an Haus steht“ aufzubauen. Die ersten beiden Jungen wurden am 8. November in die Wohngemeinschaft des Rauhen Hauses aufgenommen. Bis April 1834 war die Zahl der Jungen auf vierzehn gestiegen, und die vielen Anträge auf Aufnahme weiterer Jungen veranlassten den Verwaltungsrat, einem Neubau zuzustimmen. Innerhalb eines Jahrzehnts entstand auf dem Stiftungsgelände ein Ensemble von Häusern, meist nach Plänen des Architekten Alexis de Chateauneuf. Aufgrund ihrer Schlichtbauweise wurden sie im späten 19. Jahrhundert renovierungsbedürftig, bzw. durch Neubauten ersetzt.
Die vor dem Hamburger Brand (1842) gebauten Häuser waren, in der Reihenfolge ihrer Entstehung:
- Kate: Wohnhaus, seit 1835 war hier die Mädchengruppe untergebracht;
- Schweizerhaus: Wohnhaus, seit 1842 im Erdgeschoss von der Druckerei genutzt;
- Grüne Tanne: Wohnung des Direktors und seiner Familie;
- Goldener Boden: verschiedene Werkstätten, 1838 durch Brandstiftung zerstört, im gleichen Jahr neu aufgebaut;
- Betsaal;
- Bienenkorb: 1841 von den Jungen und ihren Gehilfen selbst gebautes und möbliertes Wohnhaus.

Es war gerade die dorfartige Anlage, die die Zeitgenossen beeindruckte: kleine, im Gelände verstreute Häuser, keine Gitter, keine Umfriedung. Hier wurden die Menschen dem Augenschein nach nicht gegen ihren Willen festgehalten.

#### Mädchenanstalt

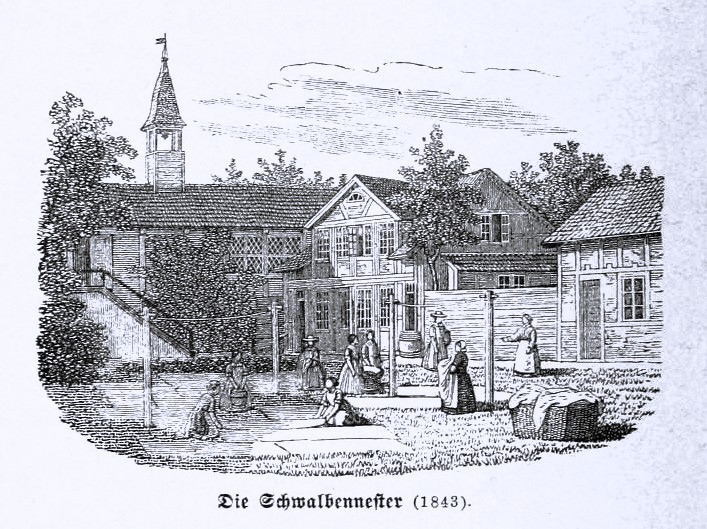
Mädchenfamilie beim Bleichen der Wäsche; ihr Arbeitsbereich ist durch eine Bretterwand abgetrennt

Seit 1. Dezember 1835 gab es eine Mädchenfamilie in der Kate, die von Wicherns Schwester Therese geleitet wurde. Hudtwalcker hatte bei dieser Neuerung sittliche Bedenken. Wichern argumentierte, dass für den angestrebten Wiederaufbau des christlichen Familienlebens auch Frauen gebraucht würden. Eine strikte Geschlechtertrennung wurde auf dem Gelände des Rauhen Hauses eingeführt. De facto übernahmen die Mädchen die gesamte Hauswirtschaft. Dass sie als Jugendliche mit ihrem Arbeitspensum überfordert waren und dies ihrer persönlichen Entwicklung schadete, wurde von Wichern durchaus erkannt. Aber so sehr sich Wichern bei den Jungen für vielfältige Arbeitsangebote, Spielmöglichkeiten und pädagogische Qualifikation der Erziehungsgehilfen einsetzte, so wenig engagierte er sich in diesen Bereichen für Mädchen.

#### Druckerei

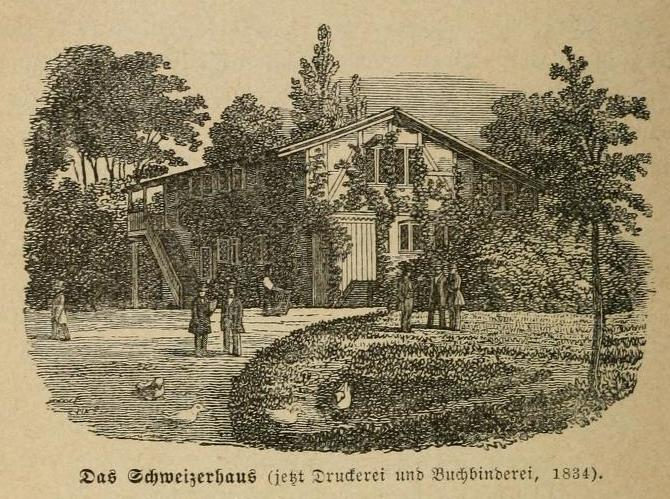
Schweizerhaus (1834)

Als dem Rauhen Haus 1840 eine gebrauchte Druckerpresse geschenkt wurde, konnte ein länger gehegter Wunsch Sievekings wie auch Wicherns in die Tat umgesetzt werden. Eine Druckerei zog im Erdgeschoss des Schweizerhauses ein und nahm am 11. Februar 1842 den Betrieb auf. Vorbild bei diesem Unternehmen war die Druckerei der Franckeschen Anstalten in Halle. Eine Druckerei versprach nicht nur Gewinn, sondern bot auch die Möglichkeit, die Arbeit des Rauhen Hauses einer größeren Öffentlichkeit bekanntzumachen. Außerdem qualifizierte die Druckerlehre für einen vergleichsweise gut bezahlten Beruf.

### Pädagogisches Konzept
Wichern ging von dem zu seiner Zeit schon etwas anachronistischen Leitbild des Ganzen Hauses aus, einer Lebensgemeinschaft, die dem Hausvater unterstand und von ihm gemeinsam mit der Hausmutter geleitet wurde; zu ihr gehörten die Kinder und das Gesinde. Andererseits bildete die bürgerlich-intime Kleinfamilie mit ihren Lebensformen den Maßstab, den er bei der Beurteilung von Familienverhältnissen der Hamburger Unterschicht anlegte. Wicherns Ansatz bestand darin, Kinder aus ihrer Herkunftsfamilie herauszunehmen und in eine künstliche Familie zu versetzen: „Im Familienprinzip des Rettungshauses geht es um den sozialen Raum Familie, der durch Selbstregulation überhaupt erst Individualität ermöglicht. In diesen Modus der Individualisierung und Selbstregulierung des Einzelnen in der Familiengruppe war die Strafpraxis integriert. Dem diente das institutionelle Arrangement (keine Zäune, Garten, Festkultur, Vorbilder, Erzieher als Brüder).“ (Hans-Jürgen Benedict) Körperliche Züchtigung war nicht völlig ausgeschlossen, trat aber in den Hintergrund durch eine neuartige, „sanftere, aber gleichsam tiefer in die Seele der Kinder vordringende Verhaltensdisziplinierung … An die Stelle von Fremdzwängen sollte der Selbstzwang durch Gewissensprüfung treten.“

#### Aufnahmekriterien und Aufnahmeritual

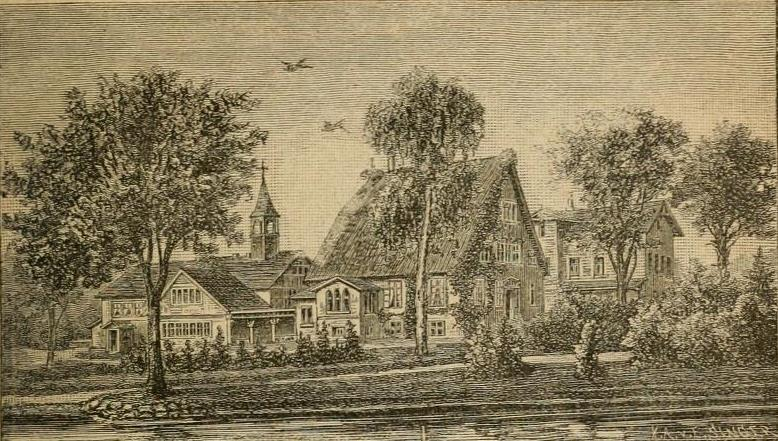
Das Hauptgebäude Grüne Tanne in Seitenansicht, daneben links mit Dachreiter der Betsaal (1835)

Vor dem Hamburger Brand lebten etwa 60 Kinder (43 Jungen, 17 Mädchen) gleichzeitig in den Familiengruppen des Rauhen Hauses, und 110 Kinder (87 Jungen, 23 Mädchen) waren bis April 1842 insgesamt im Rauhen Haus aufgenommen worden. Manche Kinder wären sonst in die Strafklasse oder ins Zuchthaus eingewiesen worden, andere zeigten geistige und körperliche Symptome von Vernachlässigung (Skrofulose, Erfrierungen). Empfehlungen kamen von Behörden, Pfarrern, Vereinen oder auch Verwandten bzw. Vormündern. Eine Bedingung für die Aufnahme war die Mitgliedschaft in der lutherischen Kirche. Wichern machte außerdem zur Voraussetzung, dass die Eltern einverstanden waren. Im Aufnahmekontrakt stimmten sie zu, ihre Erziehungsgewalt an das Rauhe Haus abzutreten. Zwar behielten sie das Recht, ihr Kind aus der Einrichtung herauszunehmen, doch wurden ihnen in diesem Fall die Kosten der Erziehung in Rechnung gestellt. Die Interventionen von Eltern, die die Erziehungsziele durchkreuzten, waren aber von Anfang an ein Problem für das Rauhe Haus. Bei besitzlosen Familien war die Forderung, diese sollten die Kosten für die Unterbringung ihres Kindes erstatten, faktisch wirkungslos. Im Gegensatz zu anderen Rettungshäusern förderte das Rauhe Haus den Kontakt der aufgenommenen Kinder zur Herkunftsfamilie. Sowohl die Kinder als auch die Gehilfen machten regelmäßige Besuche bei den Eltern.
Bei dem Aufnahmeritual, das stets frühmorgens stattfand, wurde das Kind gebadet und neu eingekleidet. In einem Gespräch unter vier Augen erklärte der Hausvater dem Kind, dass alles Frühere vergeben sei und ein neues Leben beginne. Dem Zögling war von nun an verboten, über das alte Leben mit anderen Personen als mit dem Hausvater auch nur zu sprechen. Die wartenden Eltern erklärten anschließend ihrerseits, dass sie dem Kind alles vergeben hätten. Nun wurde das Kind der Hausmutter vorgestellt und von den anderen Kindern begrüßt.

#### Familienprinzip und Arbeitserziehung
Die Kinder lebten in Wohngruppen von 12, höchstens 15 Jungen oder Mädchen, die von einem Gehilfen bzw. einer Gehilfin geleitet wurden. Schnell stellte sich heraus, wie günstig es für den gruppendynamischen Prozess war, wenn ein Stamm älterer Kinder die Neuankömmlinge in die Kinderfamilie integrierte. Die Familienmitglieder wohnten beisammen, schliefen in einem Raum, aßen gemeinsam (wobei kein Schweigegebot galt) und spielten in der Freizeit auch zusammen. Bei bestimmten Anlässen traten sie als Gruppe auf. Das alles bewirkte, dass jede Kinderfamilie eine Gruppenidentität entwickelte. Es war Aufgabe der Gehilfen, die Kinder ihrer Gruppe an den minutiös geregelten Tagesablauf zu gewöhnen und jedes Kind unauffällig zu beobachten. Einmal wöchentlich versammelten sich die Gehilfen bei Wichern und reichten ein Journal ein, worin sie besondere Vorkommnisse notiert hatten. Auf diese Weise war Wichern nicht nur über den pädagogischen Prozess im Bilde, er erreichte auch, dass die Gehilfen eine gemeinsame pädagogische Linie verfolgten.
Das Rauhe Haus gab den Kindern ein hohes Maß an Freizügigkeit. Nach einer Eingewöhnungszeit wurde rund der Hälfte der Kinder gestattet, selbständig ihre Eltern in der Stadt zu besuchen, und oft waren sie auch zu Botengängen in Hamburg unterwegs. Wichern hatte die religiöse Rettung der Kinder zum Ziel, und die Lebensentscheidung für Christus musste darum eine freiwillige, nicht erheuchelte sein.

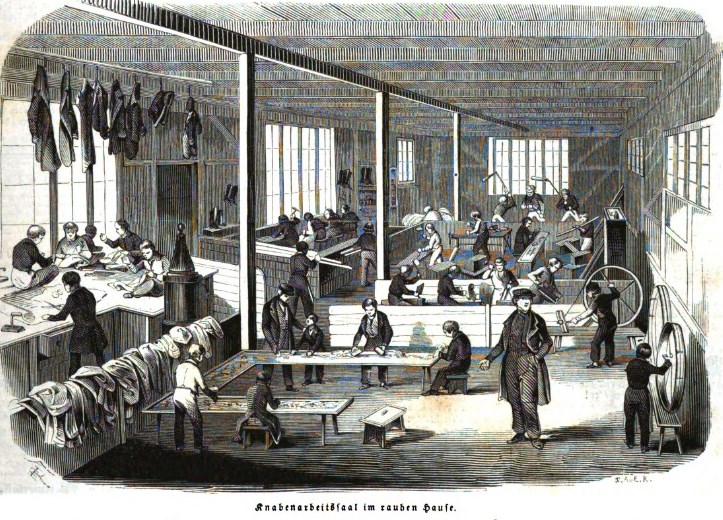
Arbeit im Haus Goldener Boden (1846)

Arbeit war für Wichern Erziehungsmittel. Sie war „der erste Ableiter der rohen Kräfte“ der hyperaktiven und aggressiven Kinder. Für Mädchen war nur eine Zukunft als Dienstbotin vorgesehen. Bei den Jungen schwebte Wichern zunächst eine Arbeit in der Landwirtschaft vor. Bald aber galt der zünftige Handwerker als Erziehungsziel. Eine ganze Palette an Arbeitsangeboten gab die Möglichkeit, auf individuelle Neigungen der Jungen einzugehen, wie eine Illustration von 1846 zeigt: Die Jungen werden von Handwerksmeistern unterrichtet, die einzelnen Bereiche sind durch Bretterwände abgeteilt. Im Vordergrund sieht man die Jungen beim Wollekämmen und Spinnen, dahinter Drechseln und Tischlern, links unter den hohen Fenstern befinden sich eine Schneider- und eine Schusterwerkstatt. Faktisch war für die Abgänger des Rauhen Hauses die Seefahrt ein sehr attraktives Berufsziel. Nachdem Wichern dies zunächst missbilligt hatte, waren die Rückmeldungen so positiv, dass später auch eine Ausbildung zum Matrosen vermittelt wurde.

#### Entlassung
Verschiedene Faktoren wirkten zusammen, sodass die Jungen immer länger im Rauhen Haus verblieben. Das hatte für einige Abgänger den Nachteil, dass sie als Lehrlinge zum Militär einberufen wurden und ihre Handwerksausbildung damit vorzeitig endete. 1843 konnte Wichern Bilanz ziehen, dass von 54 regulär entlassenen Jugendlichen alle 6 entlassenen Mädchen als Dienstboten arbeiteten, 31 Jungen hatten eine Lehre begonnen, 9 fuhren zur See, die übrigen arbeiten auf dem Land oder als Tagelöhner; zwei saßen im Gefängnis. Die Resozialisierung war recht erfolgreich, das religiöse Ziel einer „christlichen Wiedergeburt“ hatte Wichern aber nach eigener Einschätzung weit seltener erreicht.
Die meisten Lehrlinge, die in Hamburg und Umgebung untergekommen waren, hielten freiwillig weiterhin Kontakt zum Rauhen Haus. Auch Wandergesellen und Seeleute kamen gelegentlich zu den Treffen der Ehemaligen, die im Rauhen Haus regelmäßig stattfanden. Bei den Mädchen war die Situation anders. Kontakt mit dem Rauhen Haus war für Dienstmädchen eher kompromittierend und vom Arbeitgeber nicht gewünscht. So verlor sich von der Hausleitung aus betrachtet nach der Entlassung schnell die Spur dieser Mädchen.

### Religiöse Erziehung

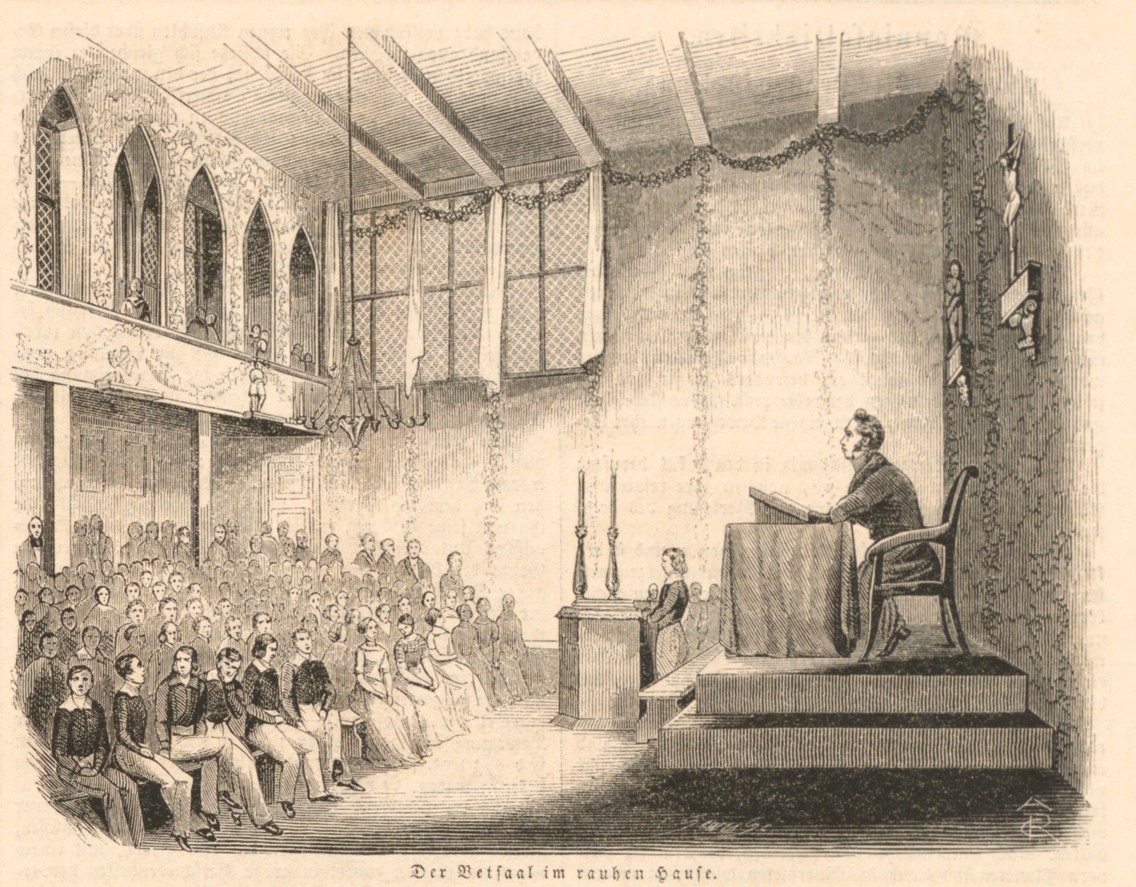
Andacht im Betsaal (1846)

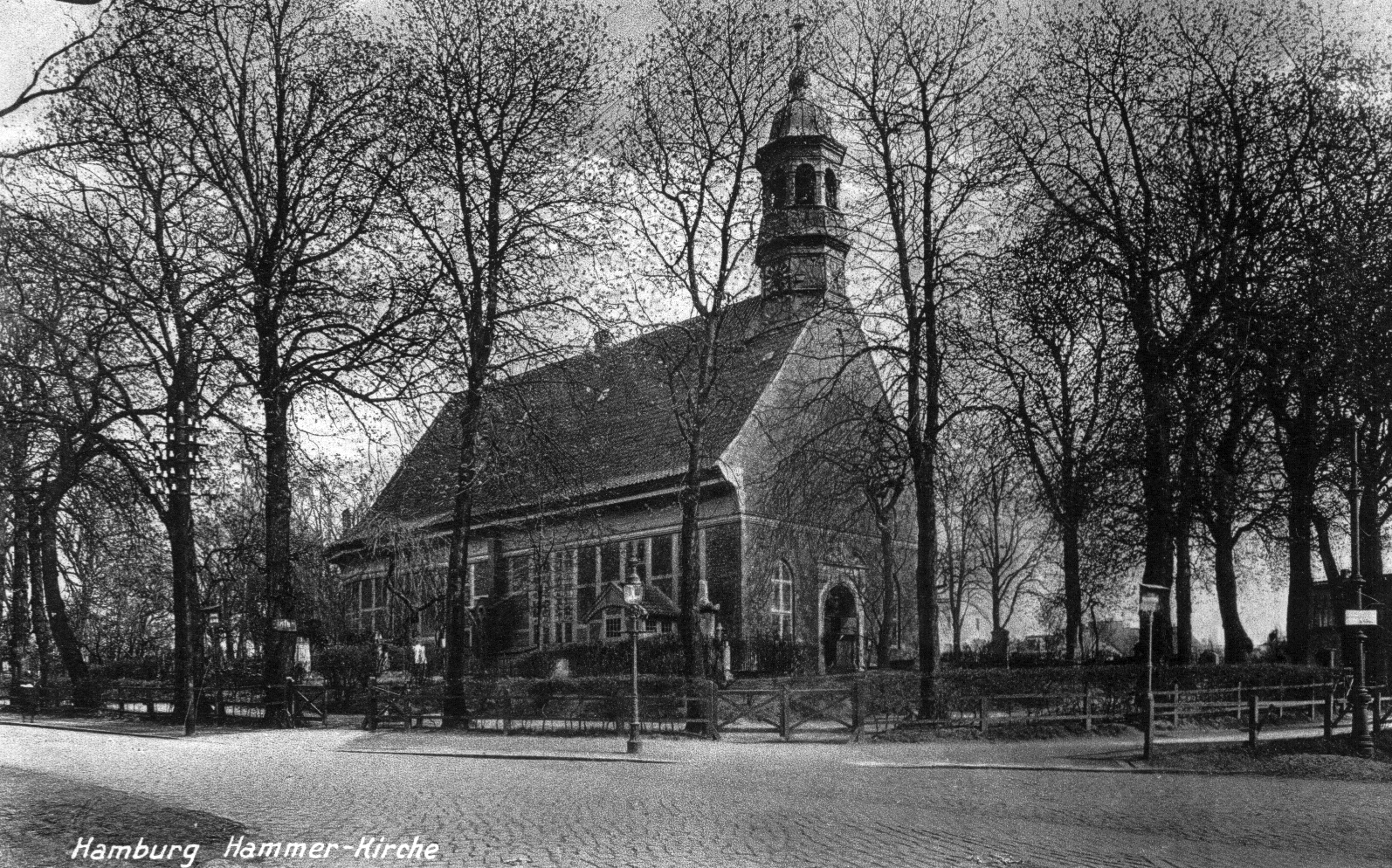
Dreifaltigkeitskirche Hamm, Zustand um 1900

Eine Illustration von 1846 gibt einen Eindruck vom Ablauf der täglichen Andachten. Die Jungen und Mädchen sitzen voneinander getrennt, Konfirmanden und Konfirmandinnen in der ersten Reihe. Die stehenden Personen im Hintergrund sind die Gehilfen (Brüder). Ein Junge trägt die Lesung vor. Wichern leitet die Feier am Pult sitzend.
Formell war die Teilnahme an den Andachten freiwillig, Ausschluss von der Andacht konnte sogar als Strafe eingesetzt werden. Doch war das Rauhe Haus in den verschiedenen Alltagsbereichen so stark religiös geprägt, dass die Kinder sich dem kaum entziehen konnten. Das Rauhe Haus entwickelte eine eigene Feierkultur. Wichern wollte die Kinder zum Mitfeiern und Miterleben des Kirchenjahres erziehen. Im Rahmen dieser Bemühungen entwickelte er auch den ersten Adventskranz, um den Kindern die Zeit bis Weihnachten zu verbildlichen. Auch nicht-religiöse Feste wie das Kirschen- und das Apfelfest sowie Geburtstage prägten den Alltag des Rauhen Hauses.
Wichern lehnte es ab, eine eigene Anstaltsgemeinde zu gründen. Alle Rauhhäusler gehörten zum lutherischen Kirchspiel Hamm und Horn und besuchten gemeinsam an den Sonn- und Feiertagen die Gottesdienste der dortigen Dreifaltigkeitskirche.
Die Prüfung vor der Konfirmation war für Wichern eine Art Lernzielkontrolle für den Erfolg des gesamten Aufenthalts im Rauhen Haus. Der Konfirmandenunterricht war sehr umfangreich. Er dauerte drei Jahre und war somit ein Grund für die lange Verweildauer der Zöglinge im Rauhen Haus.

## Entwicklung zur Schulstadt

### Nach dem Großen Brand von 1842
In der Nacht zum 5. Mai 1842 brach in Hafennähe ein Feuer aus, das an den folgenden Tagen große Teile der Hamburger Innenstadt in Schutt und Asche legte. Am Nachmittag erfuhr man im Rauhen Haus, dass die Nicolaikirche in Flammen stand. Jetzt war die Dimension des Brandes erkennbar. Wichern stellte die kräftigen Jungen sowie die Brüder zu Hilfstrupps zusammen, die sich an den Rettungsarbeiten beteiligten. Das war riskant. Entsprechend stolz verbuchte Wichern, dass die Jungen sich „bewährt“ hätten, niemand hätte bei Plünderungen mitgemacht. Auf dem Areal des Rauhen Hauses wurden einige der aus der Stadt fliehenden Menschen aufgenommen und im weiteren Verlauf auch sechs zusätzliche Kinder – Wichern erhielt dafür von der Unterstützungsbehörde für die abgebrannte Bevölkerung eine einmalige Beihilfe von 500 M, die erste finanzielle staatliche Unterstützung des Rauhen Hauses überhaupt.
Wichern forderte die Hamburger nach dem Brand auf, gemeinsam mit ihm eine „Gottesstadt“ in der Nachbarschaft des Rauhen Hauses neu aufzubauen: eine Mustersiedlung für rund 200 Familien, die den Namen Bürgerhof tragen sollte. Aber mangels Investoren ließ sich der Bürgerhof nicht realisieren. Wichern schlug daher einen anderen Weg ein, um auf die Gesamtgesellschaft einzuwirken. Die Brüderanstalt, die Druckerei, eine Verlagsbuchhandlung und die Fliegenden Blätter machten die Arbeit des Rauhen Hauses überregional bekannt. Wichern entfaltete eine Reise- und Vortragstätigkeit, um für sein großes Projekt Innere Mission zu werben. Die Leitung des Rauhen Hauses war aber stark auf seine Person zugeschnitten. Das Rauhe Haus wurde infolge von Wicherns häufiger Abwesenheit in den 1840er Jahren mehr verwaltet als weiterentwickelt. Anfang 1850 übernahm Theodor Rhiem als Wicherns Stellvertreter die laufenden Geschäfte. Wichern löste zwar seinen Anstellungsvertrag mit dem Rauhen Haus, ließ sich aber die Entscheidungskompetenz in wesentlichen Fragen garantieren.
Ein Vermächtnis von 4000 M. aus dem Testament des 1844 verstorbenen Privatbankiers Salomon Heine ermöglichte es der Stiftung, das Areal westlich des Teiches von Sieveking zu erwerben, der es dem Rauhen Haus zu Vorzugsbedingungen überließ. 1850 erwarb der Verwaltungsrat von den Erben Carl Sievekings das 8 Morgen große Grundstück, das der Stiftung bis dahin zur Grundmiete überlassen worden war, und ein daran anschließendes Areal von weiteren 8 Morgen, indem er die darauf lastenden Hypotheken von 24.000 Mark Banco übernahm.

### Offene Familienfürsorge
Die maximale Aufnahmefähigkeit einer Rettungsanstalt sah Wichern bei rund 120–130 Kindern; eine größere Einrichtung könne der Individualität der Kinder nicht mehr gerecht werden. 1852 war die Zahl von 120 Kindern erreicht. Längst mussten die meisten Aufnahmeanträge abgelehnt werden. In diesem Fall bot das Rauhe Haus an, die Familien zuhause zu besuchen, wie die Brüder das bei den Familien der Zöglinge taten, und verhaltensauffällige Kinder in ihrem häuslichen Umfeld zu begleiten. Viele Eltern gingen darauf ein. Die 1849 gegründete Hamburger Stadtmission, in der viele Rauhhäusler Brüder tätig waren, übernahm dieses Aufgabenfeld.

### Lehrlingsausbildung
In Hamburg setzte mit dem Wiederaufbau nach dem Brand die Industrialisierung verstärkt ein. Je mehr sich Hamburg durch den starken Zuzug vom Lande zu einer Großstadt wandelte, umso mehr strebten Wicherns Zöglinge in Berufe wie Laufbursche oder Zigarrenmacher. Eine Handwerkslehre verlor an Attraktivität. Gute Erfahrungen machte die Leitung des Rauhen Hauses hingegen damit, Jungen nach der Konfirmation als Buchbinder-, Schriftsetzer- und Druckerlehrlinge in der anstaltseigenen Druckerei zu beschäftigen. Als eigene Lehrlingsfamilie wohnten diese jungen Leute in der 1877 erbauten Fischerhütte. Im späten 19. Jahrhundert entwickelten sich die Werkstätten des Rauhen Hauses zu Meisterbetrieben. Auswärtige Jungen wurden als Lehrlinge ins Rauhe Haus aufgenommen.

### Kostgeld
Das Sozialprofil der Zöglinge änderte sich. Das Rauhe Haus war nun auch für Eltern aus den Mittelschichten (Handwerker, Einzelhandelskaufleute, auch Bildungsbürgertum) bei Erziehungsproblemen und Verhaltensauffälligkeiten ihres Kindes eine Option. Diese Eltern zahlten ein Kostgeld. In den 1850er Jahren war es gängige Praxis, dass Kinder aus dem „Stand der Armut“ nur dann aufgenommen wurden, wenn sich jemand fand, der für sie das Kostgeld übernahm, einen zwar nicht kostendeckenden, aber regelmäßigen Zuschuss. Vielerorts entstanden Pensionsvereine, die gemeinsam das Kostgeld für die Unterbringung eines oder mehrerer Kinder im Rauhen Haus sicherstellten.

### Pensionat
Nach den Revolutionen 1848/1849 hatten Wichern die ersten Anträge erreicht, schwer erziehbare Söhne aus höheren Ständen in das Rauhe Haus aufzunehmen. Dafür gab es zunächst keine Kapazitäten, und eine Integration dieser Jungen in das Rettungsdorf war auch keine Option. So beantragte Wichern im Verwaltungsrat am 6. Mai 1850 den Neubau eines Pensionats in Verbindung mit einem Lehrerseminar. Von der Kinderanstalt auch räumlich getrennt, sollten die Bewohner des Pensionats Gymnasialunterricht erhalten. Die Baukosten waren ein finanzieller Kraftakt. Am 21. April 1851 wurde der Grundstein gelegt, und am 10. April 1852 begann mit zunächst sechs Jungen der Pensionatsbetrieb in dem Weinberg benannten Gebäude. Zunächst waren 12 Jungen zu einer Familie zusammengefasst, ab 1867 stieg die Zahl auf 24. Der Lehrplan entsprach dem eines Progymnasiums, mit Unterricht in alten und neuen Sprachen. Faktisch war es wegen der unterschiedlichen Voraussetzungen der Jungen eine Art erweiterter Privatunterricht. Die Aufnahme ins Rauhe Haus war für die Eltern oft das letzte Mittel, nachdem alles andere versagt hatte, und so waren viele Schüler schon über 20 Jahre alt, wenn sie in die Einrichtung kamen. Das Pensionat trug nach Einschätzung von Johannes Richter erheblich dazu bei, dass das Rauhe Haus von der Öffentlichkeit nicht mehr als „Hamburger Anstalt“ wahrgenommen wurde. Denn nur wenige Schüler stammten aus Hamburg (nach statistischen Daten aus den 1880er Jahren: 4 %), gut die Hälfte aus preußischen Provinzen, der Rest aus anderen deutschen Staaten sowie aus dem europäischen und überseeischen Ausland.

### Ein Alternativmodell: Pestalozzi-Stift
Im Jahr 1846 gründete die Hamburger Freimaurerloge Zur Brudertreue an der Elbe das Pestalozzi-Stift in Hamburg-Billwerder (ab 1860 in Barmbek). Die Kinder – etwa ein Drittel Mädchen, zwei Drittel Jungen – waren bei Aufnahme jünger als im Rauhen Haus. Ziel war, sie zu „nützlichen, thätigen Mitgliedern der bürgerlichen Gesellschaft“ zu erziehen. Dazu gehörte auch die Entwicklung des „religiösen Gefühls“. Aber massive religiöse Einflussnahme in der Form wie in konfessionellen Rettungshäusern lehnte der Vorstand strikt ab. Im Vergleich Rauhes Haus und Pestalozzi-Stift fällt die sehr ähnliche soziale Zusammensetzung der Vorstände auf (darunter waren Hamburger Großkaufleute) bei deutlich verschiedener Personal- und Finanzpolitik. Beim Personal stand moderne Pädagogik im Vordergrund, wie schon die Wahl des Namens Pestalozzi andeutet; bei den Finanzen bestand nicht der Drang zur Expansion, der für Wicherns Innere Mission typisch war.

## Im Deutschen Reich

### Johannes Wichern als Nachfolger seines Vaters

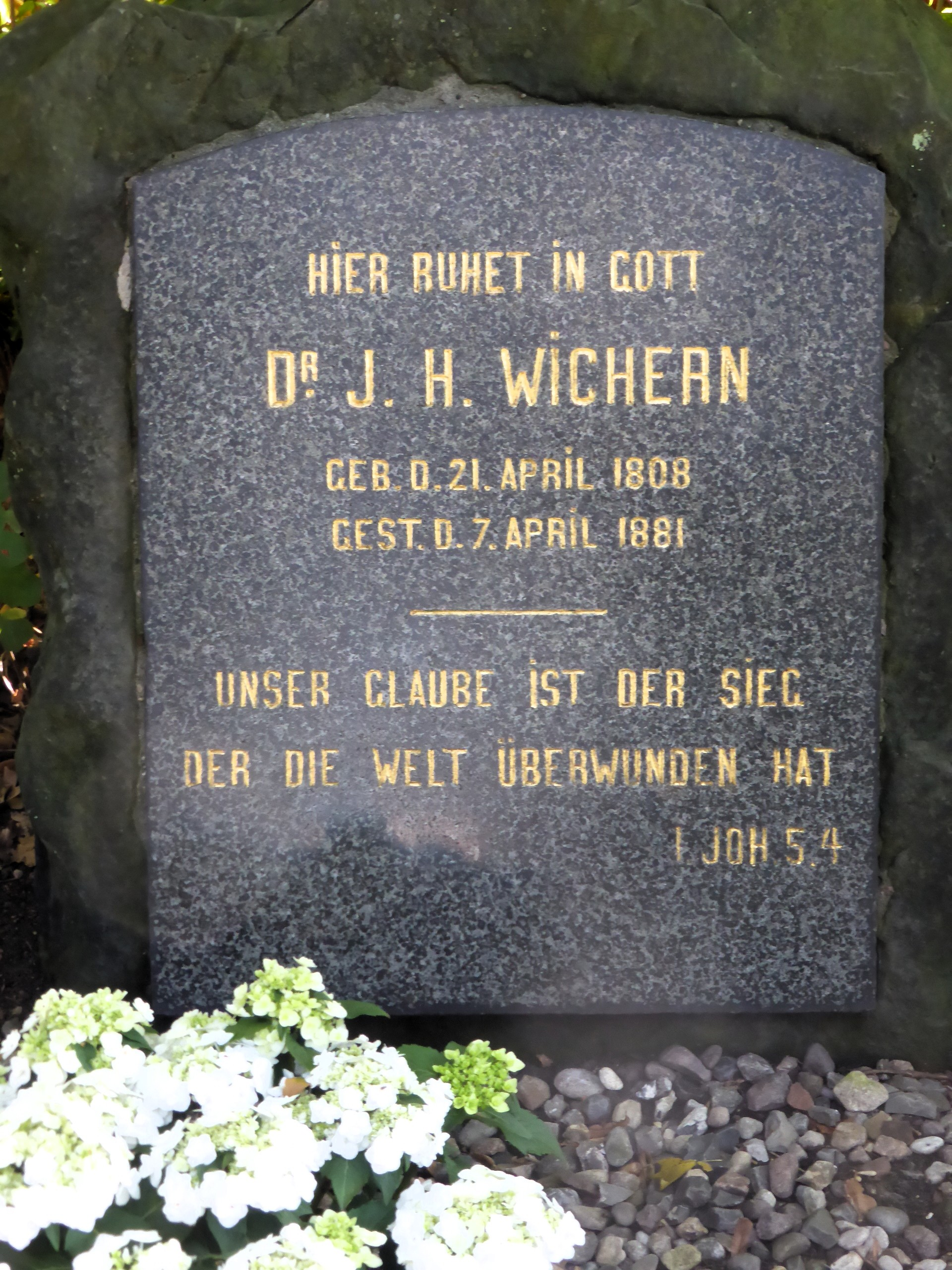
Grabstein Johann Hinrich Wicherns auf dem Alten Hammer Friedhof (2019)

Wicherns Gesundheitszustand verschlechterte sich in den 1860er Jahren zusehends. Während einer Kur nach dem zweiten Schlaganfall 1871 fasste er den Entschluss, seinen Sohn Johannes mit der Leitung des Rauhen Hauses zu beauftragen. Johannes Wichern (1845–1914) hatte eher künstlerische Begabungen und Interessen, doch er fügte sich dem Wunsch des Vaters. Johann Hinrich Wichern zwang seinen langjährigen Mitarbeiter Rhiem durch einen vom Zaun gebrochenen Streit zur Kündigung. Er missbilligte die Entwicklung von der Rettungsanstalt zur Schulstadt, die das Rauhe Haus unter Rhiems Leitung genommen hatte. Allerdings hatte Rhiem kaum Entscheidungskompetenzen gehabt. Wichern plante, unterstützt von seinem engen Vertrauten Jasper von Oertzen, die Leitung des Rauhen Hauses wieder selbst zu übernehmen und es zu seiner ursprünglichen Bestimmung zurückzuführen. Ab Mai 1872 nahm er diese Aufgaben zunächst mit großer Energie wahr, verfiel aber zum Jahresende hin immer mehr in Apathie. Als Johannes Wichern sein Zweites Theologisches Examen bestanden hatte, wurde die Übergabe der Leitungsaufgaben an ihn so schnell wie möglich in die Wege geleitet. Am 7. September 1874, kurz nach seiner Heirat, übernahm Johannes Wichern die Leitung des Rauhen Hauses.
Das Rauhe Haus entwickelte sich unter der Leitung von Johannes Wichern zu einer Volksschule mit angeschlossenem Internat für Kinder mit Verhaltensauffälligkeiten und Lernschwierigkeiten. Die Schulausbildung wurde in den Anfangsjahren des Rauhen Hauses nicht sehr wichtig genommen. Ungünstig wirkte sich seinerzeit die hohe Fluktuation aus: die Kinder kamen nicht bei Schuljahresbeginn in die Klassen, sondern wann immer sie in die Einrichtung aufgenommen wurden, und der Unterricht endete, wenn der Zögling in eine Lehr- oder Dienststelle vermittelt wurde. Am 11. November 1870 wurde in Hamburg die allgemeine Volksschule eingeführt, die einen vergleichsweise hohen Standard setzte. Diesen galt es für das Rauhe Haus zu erreichen, andernfalls war die Zukunft der Einrichtung in Frage gestellt.

### Hamburger Waisenhausskandal und Reform der Jugendfürsorge
Die in den 1880er Jahren neu aufgebaute staatliche Anstaltsfürsorge war eine starke Konkurrenz für das Rauhe Haus. Das lokale Spenderpublikum war weniger als früher mit Wicherns Einrichtung identifiziert. In der Hamburger Bevölkerung nahmen Vorbehalte gegen die streng religiöse Erziehungskonzeption zu, „und der Waisenhausskandal von 1885/86, in dessen Verlauf den ‚Muckern und Frömmlern‘ vom ‚Rauhen Haus‘ von einigen Kommentatoren eine Mitschuld an den vom Personal verübten Verbrechen zugeschrieben worden war, trug nicht gerade dazu bei, diese Skepsis zu zerstreuen.“ Die zentrale Person dieses Skandals war der gelernte Stellmacher Wilhelm Schulz, der in verschiedenen Einrichtungen als Erziehungsgehilfe gearbeitet hatte und schließlich vom Rauhen Haus zum Stadtmissionar ausgebildet worden war. Ab 1878 leitete er das Hamburger Waisenhaus in Hamburg-Uhlenhorst. Das war eine „öffentliche Wohlthätigkeits-Anstalt“, keine Dependance des Rauhen Hauses. Anstaltskleidung, kahlrasierte Köpfe, karge Ernährung und monotone Arbeit bestimmten den Alltag. Von der Hausmutter und den Wärterinnen gedeckt, etablierte Schulz im Mädchentrakt ein System gewohnheitsmäßigen sexuellen Missbrauchs. Das Landgericht Hamburg verurteilte den geständigen Täter am 6. Mai 1885 wegen über 200-fachen Sittenverbrechens zu 10 Jahren Zuchthaus und Ehrverlust. Schulz’ Nachfolger in der Leitung des Waisenhauses ließ es dann ein Vierteljahr lang tatenlos zu, dass eine Krankenwärterin die Kinder auf der Isolierstation tyrannisierte. Am 4. Oktober 1886 wurde sie zu einem Jahr Gefängnishaft verurteilt. Zwei Skandale in der gleichen Einrichtung, und so bald hintereinander, schreckten die Hamburger Bevölkerung auf. Sie waren der Anlass für eine Reform und Modernisierung der Hamburger Jugendfürsorge. Ein Einfluss von „Muckern und Frömmlern“ auf Personalpolitik und Erziehungspraxis des Waisenhauses sollte unterbunden werden. Darauf drängten insbesondere Oskar Drägert von der Fraktion der Linken und Salomon Abendana Belmonte von der Fraktion der Rechten in der Hamburger Bürgerschaft, die in dieser Sache einer Meinung waren.

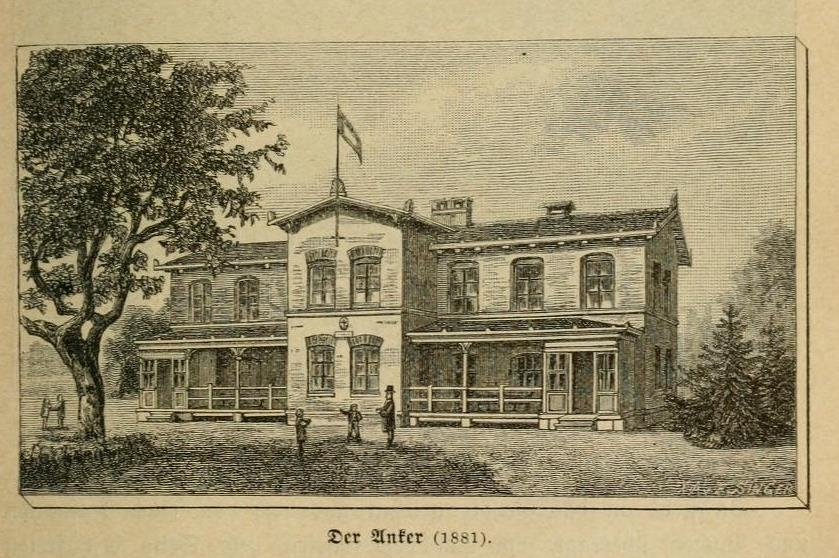
Das 1881 für zwei Wohngruppen errichtete Haus Anker überstand als eines von wenigen die Bombardierung 1943

Verwahrloste schulpflichtige Kinder wurden von den Behörden der Stadt Hamburg in das Werk- und Armenhaus in Barmbek eingewiesen; 1883 nahm die staatliche Erziehungs- und Besserungsanstalt in Hamburg-Ohlsdorf ihre Arbeit auf, die bald darauf erweitert wurde. Das hamburgische Gesetz über die Zwangserziehung Minderjähriger von 1887 schuf eine eigene Behörde für die Zwangserziehung, die personell weitgehend identisch war mit der Verwaltung der Ohlsdorfer Anstalt. Das Rauhe Haus wurde bei der Einweisung von Hamburger Zwangserziehungszöglingen fortan kaum berücksichtigt und verlor die Klientel, für die es ursprünglich gegründet worden war. Umso mehr kooperierte das Rauhe Haus mit den Behörden der preußischen Provinz Schleswig-Holstein, die gegen Kostgeld Zwangserziehungszöglinge ins Rauhe Haus überwiesen. Damit war das bei Gründung des Rauhen Hauses von Wichern so betonte Prinzip des freiwilligen Aufenthalts praktisch aufgehoben. Eine direkte Folge dieser Zusammenarbeit war der Neubau des Doppelhauses Anker (1881), der von der Provinzialverwaltung Schleswig-Holstein finanziert wurde.

### Paulinum
Johannes Wichern reorganisierte das Pensionat von Grund auf, das sich unter seiner Leitung beständig vergrößerte. Viele Pensionatszöglinge brachten bei ihrem Eintritt bereits so erhebliche Lernrückstände mit, dass ihre Vorbereitung auf die Rückkehr an ein Gymnasium im Blick auf ihr Alter unrealistisch war. Wichern ließ sich von Fachleuten beraten und richtete den Unterricht am Lehrplan einer Realschule zweiter Ordnung (ohne Latein) aus. Ende der 1870er Jahre wurde das Schulziel wieder angehoben. Turnunterricht in der 1870 erbauten Turnhalle und Exerzieren erschienen zeitbedingt als besonders wirksame Mittel, um der Trägheit und Lernunlust der Jungen abzuhelfen. Um in Konkurrenz mit anderen Hamburger Schulen bestehen zu können, brauchte die Schule die Berechtigung, Zeugnisse zur Aufnahme in einen verkürzten Militärdienst (als Einjährig-Freiwillige) auszustellen. Die Bemühungen und damit verbundenen Qualitätsprüfungen waren erfolgreich: Am 17. August 1888 erteilte Reichskanzler Otto von Bismarck dem Progymnasium und der Höheren Bürgerschule des Pensionats das Recht zur Ausstellung dieser Zeugnisse. Der Verwaltungsrat beschloss darauf am 10. September, die Einrichtung solle den neuen Namen Paulinum tragen, mit Bezug auf den Apostel Paulus von Tarsus.

### Kastanienhof

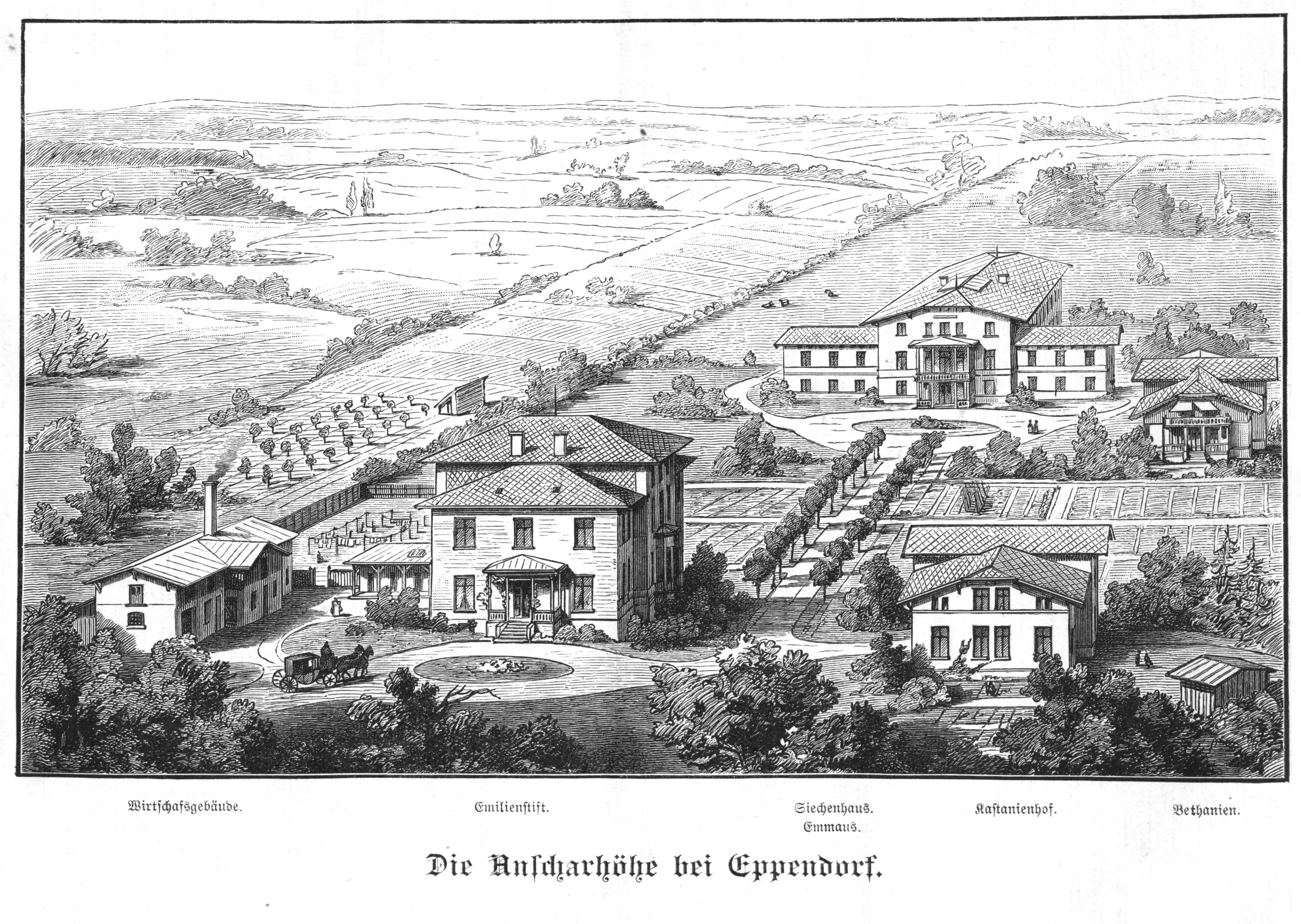
Anscharhöhe, im Vordergrund rechts der Kastanienhof (1886)

Wichern stellte sich außerdem der Tatsache, dass es für die Mädchenerziehung im Rauhen Haus seit den Anfängen kein pädagogisches Konzept gab. Er argumentierte gegenüber dem Verwaltungsrat moralisch: Da durch Pensionat und Lehrlingshaus nun viel mehr junge Männer auf dem Areal des Rauhen Hauses lebten, sei es geboten, die Mädchenanstalt aus dem wirtschaftlichen Zusammenhang des Rauhen Hauses herauszulösen und auf den Kastanienhof in Hamburg-Billwerder zu verlegen. Dort bestehe auch die „Möglichkeit einer individuelleren und freieren Entwickelung der Mädchen-Anstalt.“ Der Umzug erfolgte 1879. Der Standort in Billwerder erwies sich als ungeeignet, und am 8. Juli 1885 wurde der Grundstein für einen neuen Kastanienhof in der Nachbarschaft des neugegründeten Emilienstifts und des Erholungsheims Bethanien auf der Anscharhöhe in der Gemarkung Lokstedt, damals noch preußisch, gelegt. Die Anscharhöhe geht auf das Wirken des Pastors und Missionars Carl Ninck zurück. Im Fall von Kastanienhof (für schulpflichtige Mädchen) und Emilienstift (für schulentlassene und als „gefährdet“ eingestufte Jugendliche) setzte Ninck allerdings keine eigenen Impulse, sondern führte das Konzept des Rauhen Hauses fort: Familienprinzip, Kombination von Arbeitserziehung mit religiöser Ansprache. Beide Häuser, vor allem das Emilienstift, spürten die Konkurrenz der staatlichen Einrichtung in Ohlsdorf, und profitierten wie das Rauhe Haus von der Einweisung von Fürsorgezöglingen aus Schleswig-Holstein.
Für das Rauhe Haus bedeutete die Ausgliederung der Mädchenanstalt, dass Dienstmädchen für die Hauswirtschaft neu eingestellt und bezahlt werden mussten. Eine Gaskraftmaschine wurde gekauft, die Wasch- und Wringmaschinen antrieb.

### Choleraepidemie von 1892 und die Folgen
Einige Typhusfälle im Rauhen Haus hatten Zweifel an der Qualität des Hamburger Trinkwassers geweckt, so dass der Vorstand einen Brunnen anlegen ließ. Daher war das Rauhe Haus von der schweren Choleraepidemie von 1892 nicht direkt betroffen. Brüder mit Erfahrung in der Felddiakonie richteten in der Turnhalle ein Lazarett für Typhuskranke ein, um die Hamburger Krankenhäuser zu entlasten. Doch die Nachwirkungen der Epidemie führten zu stark schwankenden Schülerzahlen. Johannes Wichern war gezwungen, das Progymnasium am 1. April 1894 zu schließen. Die Kostgelder des Pensionats hatten aber durch Quersubventionierung in den Vorjahren den Haushalt des Rauhen Hauses stabilisiert. So geriet die Einrichtung in wirtschaftliche Schwierigkeiten.

### Wichernverehrung

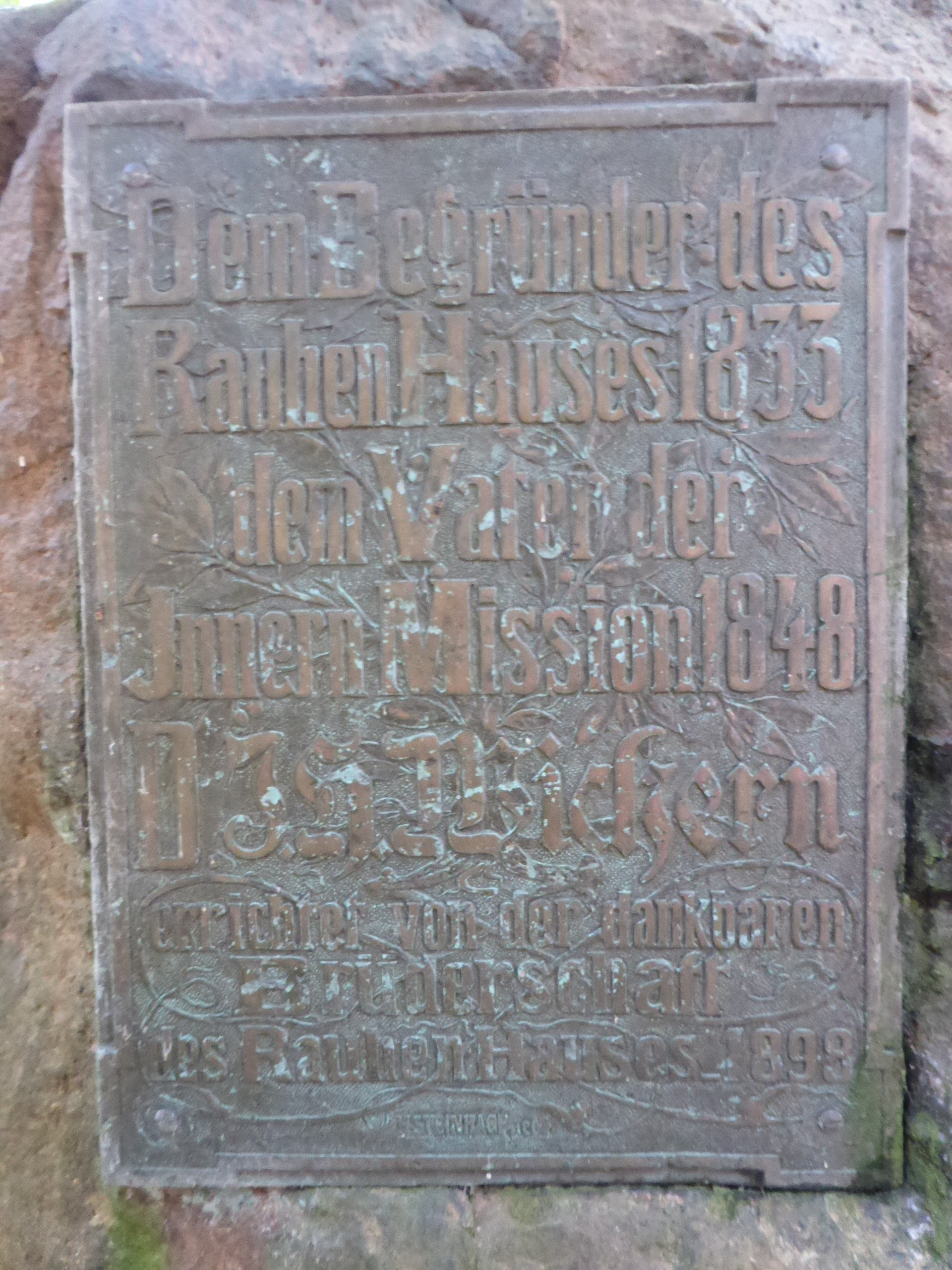
„Dem Begründer des Rauhen Hauses 1833 dem Vater der Innern Mission 1848 D. J. H. Wichern errichtet von der dankbaren Brüderschaft des Rauhen Hauses 1898“ (Schrifttafel auf dem Wichernstein)

Johannes Wichern bat den Verwaltungsrat, ihn aus gesundheitlichen Gründen zum 1. Oktober 1901 in den Ruhestand zu versetzen. Zum Nachfolger wurde Martin Hennig (1864–1920) gewählt. Er war zuletzt Vereinsgeistlicher des Provinzialausschusses für Innere Mission in Brandenburg gewesen, bevor er sein Amt als Direktor des Rauhen Hauses antrat. Um die Finanzlage der Einrichtung zu stabilisieren, setzte Hennig mit Erfolg auf Kollekten, Subskriptionen und Spenden. Er professionalisierte die Spendenwerbung. In diesem Zusammenhang ließ sich der 100. Geburtstag Johann Hinrich Wicherns und das 75-jährige Jubiläum des Rauhen Hauses, beides im Jahr 1908, gut nutzen. Hennig förderte einen Kult um die Person des Gründers, der bereits zu Zeiten seines Vorgängers eingesetzt hatte.

### Kolonialschule
Eine grundlegende Sanierung der Finanzen gelang durch den Verkauf von Grundstücken, deren Wert in Folge der Stadterweiterung Hamburgs stark angestiegen war. Hennig nutzte den finanziellen Spielraum, um dem Rauhen Haus ein neues Arbeitsfeld zu erschließen. Eine kleine landwirtschaftliche Lehranstalt, die seit den 1890er Jahren betrieben wurde, hatte das Potential zu einer Erweiterung – aber nicht auf dem Anstaltsgelände in Horn. In der Gemarkung Jenfeld, außerhalb der Stadtgrenzen, waren die Bodenpreise noch niedrig. Hier sollte Land erworben werden, um nach dem Vorbild der Deutschen Kolonialschule für Landwirtschaft, Handel und Gewerbe in Witzenhausen bei Kassel eine Ausbildungsstätte für angehende Siedler in den Kolonien zu schaffen. Die Filiale in Jenfeld wurde im Mai 1907 unter dem Namen Holstenhof gegründet. Auf dem Gelände standen ein Verwaltungs-, zwei Wohngebäude und eine große Scheune. Durch Zukäufe vergrößerte sich das landwirtschaftliche Areal. Die ersten Landwirtschaftsschüler zogen im August 1907 ein, überwiegend Fürsorgezöglinge aus Schleswig-Holstein. Das Projekt der Kolonialschule wurde durch den Ausbruch des Ersten Weltkriegs gegenstandslos.

## Weimarer Republik
Martin Hennig leitete das Rauhe Haus bis zu seinem Tod im August 1920. Sein Nachfolger wurde Wilhelm Pfeiffer (1872–1965), Geschäftsführer des Stadtausschusses für Innere Mission in Berlin und Leiter des Evangelischen Reichserziehungsverbandes. Wie er es von seiner bisherigen Tätigkeit kannte, schuf Pfeiffer im Rauhen Haus eine mittlere Führungsebene nach dem Dezernentensystem. Er verstand sich nicht als Seelsorger oder Hausvater, wie man das im Rauhen Haus gewohnt war, sondern als Direktor. Dies führte zusammen mit einer riskanten Finanzpolitik im April 1925 zu seiner Entlassung.

### Neues Schulkonzept

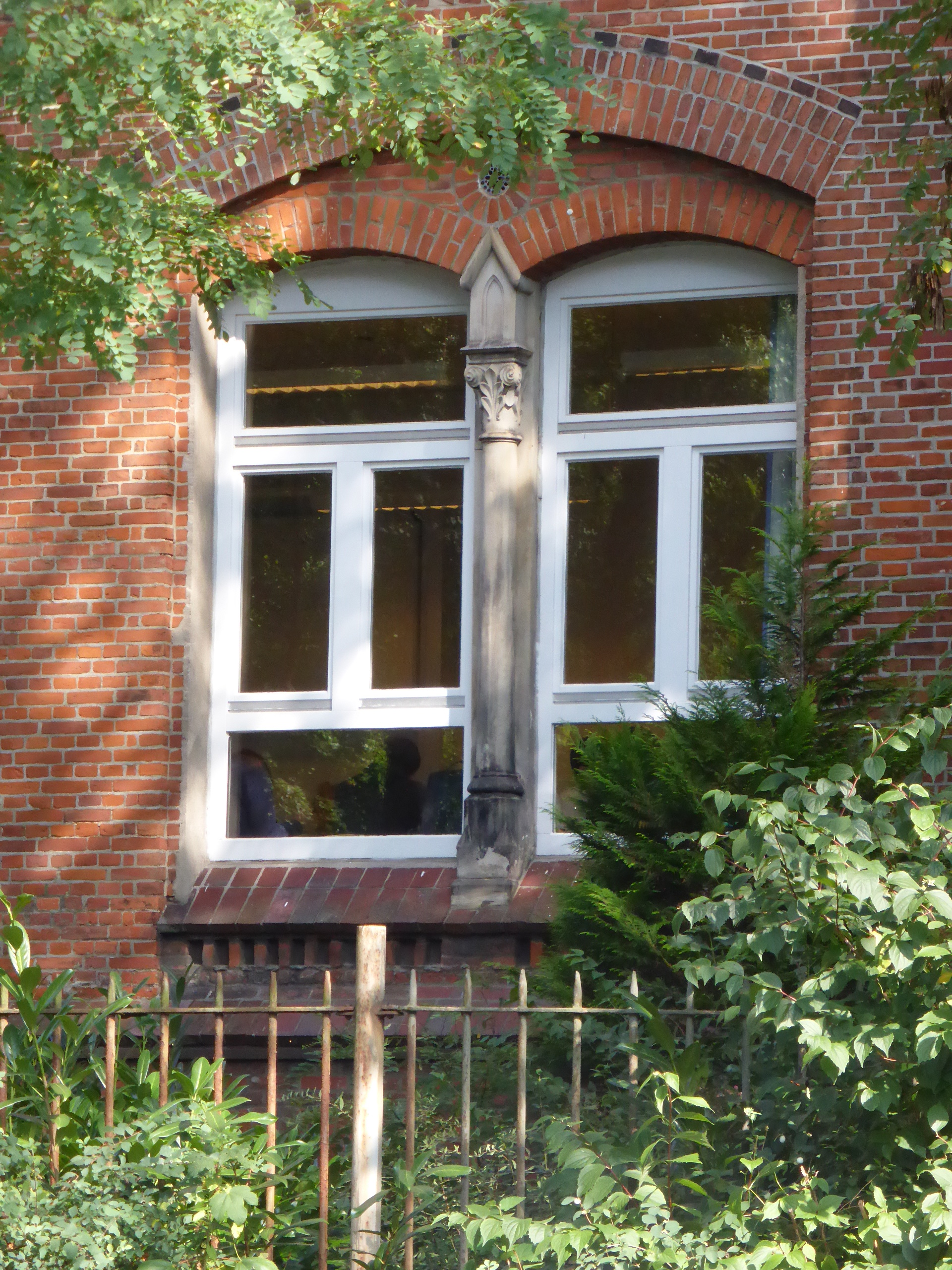
Im Erdgeschoss des heutigen Gebäudes Paulinum steckt noch Bausubstanz der Vorkriegs-Wichernschule, deren Obergeschoss 1943 ausgebrannt war (2019)

Während die Stelle des Direktors noch vakant war, hatte der Verwaltungsrat eine Schulkommission eingesetzt. Sie sollte ein Modell erarbeiten, wie die Schulstadt des Rauhen Hauses angesichts der hohen Anforderungen, die die Oberschulbehörde stellte, künftig neu geordnet werden könnte. Das Ergebnis war eine Anfang 1921 vorgelegte Neukonzeption: eine fünfklassige Kernschule auf dem Niveau einer gehobenen Volksschule mit Englisch als Fremdsprache wurde ergänzt um eine Werkschule für schwächere Schüler und eine Realklasse für begabtere Schüler; letztere sollte zur Obersekunda einer Oberrealschule qualifizieren. Der Volksschulbereich dieser einer modernen Gesamtschule ähnlichen Konzeption wurde meist als Pädagogium bezeichnet, der Realschulbereich als Paulinum. Die unterschiedliche Höhe des Kostgeldes spiegelt wider, dass in der Schulstadt wie bisher eine Zweiklassengesellschaft existierte. Kinder aus der Unterschicht gab es im Pädagogium nicht mehr.

### Am Rand des Bankrotts
In der Nachkriegszeit hatte das Rauhe Haus den Status eines „Selbstversorgers“ und konnte die Ernteerträge des Holstenhofs für die eigene Küche nutzen. Doch der Geestboden warf nur unzureichende Erträge ab. Pfeiffer entschied sich zusammen mit dem damaligen Schatzmeister dafür, ein Angebot des Kreises Stormarn anzunehmen und einen Gutshof bei Tangstedt (den nachher so genannten Brüderhof) mit einem benachbarten Moorgebiet zu erwerben, in der vagen Hoffnung, hier Torf abbauen zu können. Tatsächlich ließ sich das einsam gelegene Gut aber kaum nutzen. Als die Gemeinde Wandsbeck 1924 anbot, den Holstenhof zu kaufen, setzte sich Pfeiffer entschieden dafür ein, verbunden mit dem Ankauf des weit teureren Kattendorfer Hofes bei Kaltenkirchen. Das landwirtschaftliche Lehrgut sollte nicht aufgegeben werden, sondern umziehen. Trotz erheblicher wirtschaftlicher Bedenken stimmte der Verwaltungsrat auch diesem Kauf zu. Damit hatte sich das Rauhe Haus finanziell völlig übernommen, was zu Pfeiffers Entlassung führte.
Sein Nachfolger wurde am 25. Mai 1925 der Altonaer Pastor Fritz Engelke (1878–1956). Er war zuvor Anstaltspfarrer der Fürsorgeanstalt Rickling gewesen. Als er sein Amt antrat, hatte sich die finanzielle Situation des Rauhen Hauses dramatisch zugespitzt. Der Central-Ausschuss der Inneren Mission vermittelte einen Kredit, der allerdings hoch verzinst war. Unter Engelkes Leitung wurde das Einwerben von Spenden weiter professionalisiert (z. B. mit Bastelbögen zu Weihnachten), während nach innen ein strikter Sparkurs verfolgt wurde. Mit finanzieller Unterstützung durch den Central-Ausschuss für Innere Mission, die Stadt Hamburg und die hamburgische Kirche hielt sich das Rauhe Haus in den folgenden Jahren am Leben; angesichts der desolaten Situation des Jahres 1925 war das ein Erfolg.
Seit 1925 bestimmten vier Personen gemeinsam den Kurs des Rauhen Hauses:
- Fritz Engelke als Direktor,
- Richard Ackermann als Rektor der Wichernschule und Leiter des Diakonenseminars,
- Max Runge als Wirtschaftsinspektor und Brüderältester,
- August Füßinger als Erziehungsinspektor und Konviktmeister.

### Wichernschule
Paulinum und Pädagogium wurden unter dem neuen Namen Wichern-Stiftung zusammengefasst und im Januar 1926 vom Hamburger Senat als mildtätige Stiftung anerkannt. Sie machte für Mittelschicht-Kinder mit Lernschwierigkeiten ein differenziertes Hilfsangebot. Einerseits bot sie eine Obersekunda an, mit der die Primareife und damit der Zugang für die mittlere Beamtenlaufbahn möglich war, andererseits richtete sie eine heilpädagogische Abteilung ein. Kleine Klassen und Nachhilfe- bzw. Förderkurse gaben ihr den Charakter einer „Erzieherschule“. Das Schulgebäude wurde umgebaut, um den neuen Aufgaben entsprechen zu können. Unter dem Namen Wichernschule wurde es am 5. August 1927 eingeweiht. Die Wichernschule entwickelte sich schnell zur höheren Schule für die benachbarten Hamburger Stadtteile, was an einer steigenden Zahl von Externen ablesbar war, die ab 1927/28 die Zahl der Internen überstieg.

### Landwirtschaftsbetriebe
Der Kattendorfer Hof verfügte über einen modernen Maschinenpark und wurde als landwirtschaftliches Lehrgut für 50 bis 60 junge Männer betrieben; neben den eigentlichen Landwirtschaftslehrlingen waren dort auch schwer erziehbare Jugendliche beschäftigt. Auf dem Brüderhof bei Tangstedt brachte das Hamburger Jugendamt 1925 eine Gruppe arbeitsloser junger Männer nach dem Rauhhäusler Familienprinzip unter, die dort eine Art berufsvorbereitende Ausbildung erhielten.

## NS-Diktatur

### „Selbstgleichschaltung“

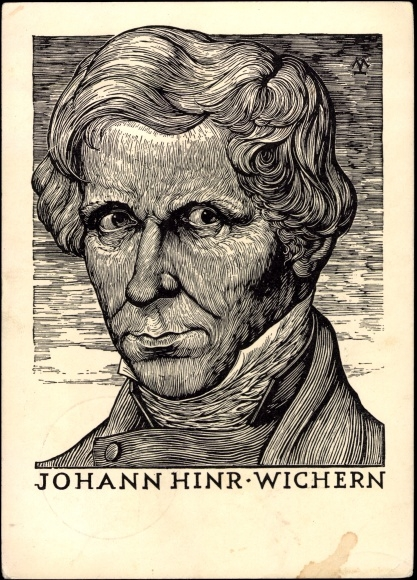
Johann Hinrich Wichern, Holzschnitt von Karl Mahr, Verlag Landesverein für Innere Mission, Dresden, vor 1938

Im Jahr 1933, nach der nationalsozialistischen Machtübernahme, wurde das gewachsene politische System Hamburgs zügig zerstört. Der am 8. März gewählte Erste bzw. Regierende Bürgermeister Carl Vincent Krogmann wurde ebenso wie Senat und Stadtparlament vom Gauleiter und späteren Reichsstatthalter Karl Kaufmann entmachtet. Das Groß-Hamburg-Gesetz von 1937 verstärkte Kaufmanns Machtposition.
Als Privatschule konnte die Wichernschule in der NS-Diktatur jederzeit verstaatlicht werden. Mit der Nationalsozialistischen Volkswohlfahrt (NSV) trat eine neue Massenorganisation auf den Plan, die von der staatlichen Sammlungsgesetzgebung begünstigt wurde. Da das Rauhe Haus auf Kollekten angewiesen war, bedeutete das 1933 geschaffene Winterhilfswerk des Deutschen Volkes eine gefährliche Konkurrenz auf diesem Feld. Hans-Walter Schmuhl schließt daraus: „Wollte man zumindest einen Rest von Selbständigkeit wahren, blieb den Verantwortlichen im Grunde genommen keine andere Option, als in vorauseilendem Gehorsam die ‚Selbstgleichschaltung‘ des Rauhen Hauses in die Wege zu leiten…“ Indessen verortete sich die Rauhhäusler Brüderschaft mehrheitlich ohnehin im rechten Flügel des Parteienspektrums, und Engelke identifizierte sich mit der Glaubensbewegung Deutsche Christen. Ackermann, Rektor der Wichernschule, wurde als überzeugter Nationalsozialist Kreisschulungsleiter der NSDAP. Erziehungsinspektor Füßinger, ebenfalls Parteimitglied, wurde Kreisamtsleiter der Nationalsozialistischen Volkswohlfahrt.

### 100 Jahre Rauhes Haus – 1933
Im September 1933 wurde das 100-jährige Bestehen des Rauhen Hauses mit einer Festwoche aufwändig gefeiert. Der Rundfunk übertrug Engelkes Festpredigt am 10. September in der Hauptkirche St. Michaelis. Er predigte über das Gleichnis vom barmherzigen Samariter: „Das ist unser deutsches Volk: Unter die Mörder gefallen. Sie haben uns alles ausgezogen, uns geschlagen, ließen uns halbtot liegen und gingen nach Genf und gründeten den Völkerbund.“
Reichsbischof Ludwig Müller forderte Engelke auf, in die Reichskirchenleitung einzutreten. Am 12. September 1934 wurde Engelke zum Reichsvikar berufen, womit seine Tätigkeit im Rauhen Haus endete.

### Vorsteher Siegfried Wegeleben

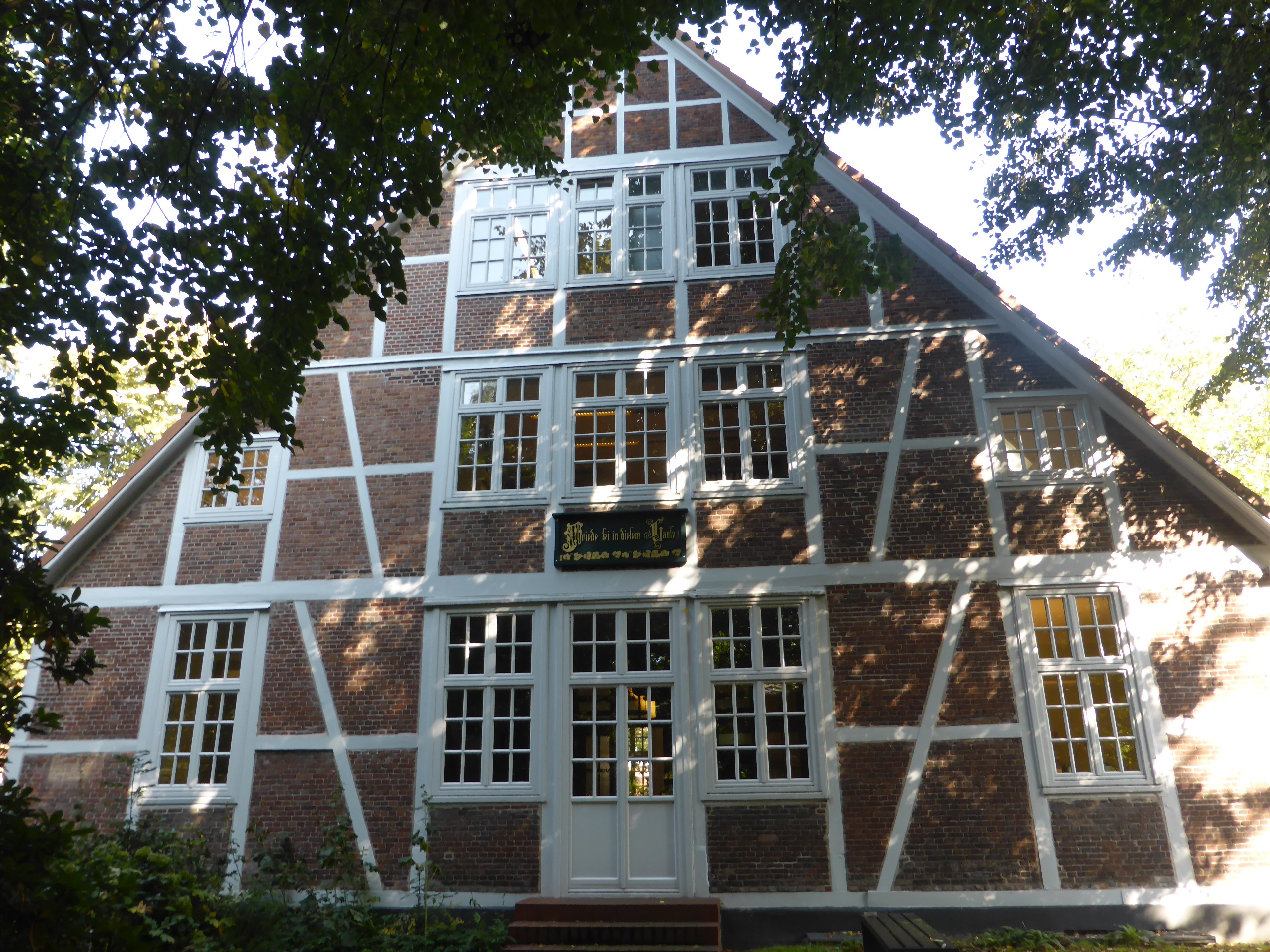
Der Fachwerk-Neubau des Hauses Tanne überstand die Bombardierung 1943 (2019)

Mit Siegfried Wegeleben (1898–1968) wurde ein persönlicher Freund Engelkes am 2. Februar 1935 zu dessen Nachfolger gewählt. Zuvor war er Bundeswart des Thüringer Evangelischen Jungmännerbundes gewesen und gehörte der NSDAP an.
Die finanzielle Lage des Rauhen Hauses war unter der Leitung Wegelebens sehr angespannt. Als das strohgedeckte Hauptgebäude Tanne am 24. März 1937 abbrannte, zahlte die Feuerversicherung nur knapp die Hälfte des auf 45.000 RM veranschlagten Neubaus. Der Rest kam durch Spenden zusammen. Ein Jahr nach dem Brand war der Neubau fertiggestellt.
Die übliche Haus- und Straßensammlung für die Innere Mission wurde 1937 nicht mehr genehmigt. Im Dezember 1937 konfiszierte die Geheime Staatspolizei die bisher eingegangenen Weihnachtsspenden. Wegeleben wurde im Februar 1939 vom Amtsgericht Hamburg wegen Verstoßes gegen das Sammlungsgesetz verurteilt.
Erziehungsinspektor Füßinger vertrat einen „drakonischen Erziehungsstil“ (Schmuhl), der dem Berliner Landesjugendamt zu weit ging. Diese Behörde forderte Wegeleben auf, Füßinger abzusetzen, andernfalls würden die Berliner Fürsorgezöglinge aus dem Rauhen Haus abgezogen. Wegeleben wies Füßinger einen anderen Arbeitsbereich zu. Damit war die Konfliktkonstellation geschaffen, die zum erzwungenen Rücktritt Wegelebens am 3. September 1939 führte. Die Leitung des Rauhen Hauses übernahm Pastor Gotthold Donndorf (1887–1968). Er war bereits seit 1934 als Leiter des neugeschaffenen Amtes für Innere Mission der Hamburgischen Landeskirche auch Mitglied des Verwaltungsrats des Rauen Hauses.

### Ausbildungsstätte des Hechaluz auf dem Brüderhof
Seit 1930 hatte das Rauhe Haus den Brüderhof an einen Landwirt verpachtet. Im März 1933 richtete das Kirchliche Jugendamt Hamburg auf dem Hof ein Lager des Freiwilligen Arbeitsdienstes ein: eine kurze Episode, da der Arbeitsdienst im Dritten Reich verstaatlicht wurde. Dann zeigte im September 1934 die zionistische Jugendorganisation Hechaluz Interesse am Brüderhof. Hier sollten junge Leute vor ihrer Auswanderung nach Palästina ein landwirtschaftliches Training absolvieren (Hachschara). Mit Billigung des Gauleiters von Schleswig-Holstein, Hinrich Lohse, pachtete Hechaluz vom Rauhen Haus Räume, und so wurde auf dem Gelände des Brüderhofs ein Kibbuz eingerichtet. Die jugendlichen Pioniere (Chaluzim) wohnten in einem großen, 1928 errichteten Wirtschaftsgebäude: die jungen Frauen im Erdgeschoss, die jungen Männer im Obergeschoss. Der Pächter des Hofs, selbst Nationalsozialist, erteilte den landwirtschaftlichen Unterricht. Aus seiner Sicht waren die Chaluzim willkommene Arbeitskräfte. „Einen finanziellen Lohn erhielten die jungen Menschen für ihre Arbeit nicht. Vom Pächter bekamen sie kostenlos Wasser aus dem Hofbrunnen, Torf als Brennmaterial, täglich etwas Milch und im Herbst eine bestimmte Menge Kartoffeln. Gemüse und andere Nahrungsmittel, die sie für ihre Verpflegung benötigten, mussten sie bezahlen.“ Dafür gab es einen geringen monatlichen Zuschuss von ihren Heimatgemeinden und der Reichsvertretung der Deutschen Juden; faktisch reichte er oft nicht aus, und die Chaluzim gingen hungrig zur Arbeit.
Nach Abschluss der Ausbildung wurde ein Einreise-Zertifikat bei der britischen Mandatsregierung von Palästina beantragt. Etwa 600 junge Menschen jüdischer Herkunft durchliefen die Ausbildung auf dem Bruderhof und konnten auf diesem Wege das Deutsche Reich verlassen. Von der ersten großen Deportation von Juden polnischer Herkunft am 27./28. Oktober 1938 waren auch Bewohner des Bruderhofs betroffen; sie wurden mit dem Zug vom Bahnhof Hamburg-Altona zur polnischen Grenze transportiert und mussten dort wie alle Deportierten im Niemandsland ausharren. Nach den Novemberpogromen musste Hechaluz die Ausbildung auf dem Brüderhof beenden; der im Frühjahr 1939 auslaufende Pachtvertrag wurde nicht mehr verlängert. Am 1. Mai 1939 verpachtete das Rauhe Haus den Brüderhof an die Stiftung Alsterdorfer Anstalten. „Kurt Goldmann, ein Leitungsmitglied des deutschen Hechaluz, schrieb im Juni 1939 einen verzweifelten Brief nach Palästina; darin heißt es: ‚In diesen Tagen sind wir im Brüderhof herausgeschmissen worden, da an Stelle des Hachschara-Kibbuz eine Irrenanstalt eingerichtet werden soll.‘“ Soweit erkennbar, bestand das Interesse der Leitung des Rauhen Hauses einzig darin, „einen unrentablen Nebenbetrieb mit Blick auf die Zukunft zu halten, ohne dass Kosten anfielen.“

### Verstaatlichung der Wichernschule
Die Wichernschule wurde zum 1. Oktober 1939 verstaatlicht. Das Rauhe Haus konnte in Verhandlungen aber erreichen, dass der Staat für die Nutzung von Schulgebäude und Wohnheim eine jährliche Miete zahlte, was die finanzielle Situation der Einrichtung erheblich entlastete. Das Lehrlingsheim wurde im Januar 1940 geschlossen, im Februar wurden mehrere Gebäude auf dem Stiftungsgelände für militärische Zwecke beschlagnahmt, und die Diakonenausbildung endete im März, weil alle Ausbildungsbrüder zur Wehrmacht eingezogen worden waren. Zehn Gebäude auf dem Stiftungsgelände mussten an den Reichsstatthalter vermietet werden, der dort eine Deutsche Heimschule der SS aufbauen wollte. Im Jahr 1941 wurden auf dem Stiftungsgelände Soldaten untergebracht und Anlagen zur Luftüberwachung installiert. Dem Rauhen Haus blieben nur ein im April 1938 auf dem Stiftungsgelände neu eingerichtetes Altersheim, verschiedene Werkstätten und der Kattendorfer Hof. Im Januar 1943 beanspruchte der Reichsstatthalter das gesamte Stiftungsgelände für die Deutsche Heimschule; das im Goldenen Boden untergebrachte Altenheim sollte in ein neues Quartier umziehen, die Werkstätten schließen. Diese Planungen wurden durch die Bombardierung Hamburgs gegenstandslos.

### Bombenkrieg
In der Operation Gomorrha waren die Stadtteile Hamm und Horn Ziel besonders schwerer Luftangriffe. In der Nacht vom 27. auf den 28. Juli 1943 wurden 25 der 29 Häuser auf dem Stiftungsgelände völlig zerstört; übrig blieben nur die Häuser Tanne, Kastanie, Anker und Schönburg. Die Senioren des Altenheims überlebten im Keller des Hauses Tanne. Sie wurden im September 1943 nach Graudenz in Westpreußen evakuiert. Der Reichsstatthalter hob die Beschlagnahme des Stiftungsgeländes auf, so dass die Leitung des Rauhen Hauses die Tanne wieder nutzen konnte, die übrigen Häuser wurden als Wohnungen gebraucht. Im Oktober 1944 entstand auf dem Kattendorfer Hof ein Altersheim für Männer.

## Nachkriegszeit
Die ersten Jahre nach Kriegsende bedeuteten für das Rauhe Haus keine Zäsur, sondern einen Wiederaufbau mit starken, auch personellen Kontinuitäten. Vorsteher war weiterhin Gottfried Donnhold, der Verwaltungsrat war fast unverändert, und August Füßinger war von 1947 bis 1966 wieder Erziehungsinspektor. Zunächst bezog die Stiftung nur einige Räume im Haus Tanne, aber je mehr die akute Wohnungsnot in Hamburg beseitigt wurde, konnte sie auch die übrigen Häuser wieder nutzen. Zurückgekehrte Brüder trugen die Ruinen der zerstörten Gebäude ab. Die Wichernschule hatte nur das Dach verloren, und das Obergeschoss war ausgebrannt. Mit einem Notdach versehen, wurde das ehemalige Schulgebäude zum Wohnraum für die ersten Jungengruppen, mit denen das Rauhe Haus am 1. Oktober 1948 wieder seine Arbeit aufnahm.
Eine Hauptaufgabe sah Donndorf angesichts der „Jugendnot“ der Nachkriegszeit in der Erziehungsarbeit. Die Unterbringung nach dem Familienprinzip und die täglichen Hausandachten wurden weiterhin gepflegt. Die Erziehung der Jungen zur Arbeit ergänzte ein sorgfältig zusammengestelltes Freizeitprogramm (Wanderungen, Besichtigungen, Theaterbesuche usw.). Da die ehemalige Wichernschule als Wohnraum genutzt wurde, besuchten die Jungen elf verschiedene Hamburger Schulen, die Ferien verbrachten sie auf dem Brüderhof oder dem Kattenburger Hof.
1950 war die Johannesburg fertiggestellt, in der drei Wohngruppen bestanden (je eine für Schüler, Lehrlinge und Brüder, die noch nicht mit der Ausbildung begonnen hatten), im gleichen Jahr nahm das Altenheim im Haus Kastanie seine Arbeit auf. Am 24. Juni 1951 besichtigte Bundespräsident Theodor Heuss die Einrichtungen des Rauhen Hauses. Weitere Neubauten, finanziert durch Zuschüsse aus Bundes- und Landesmitteln, kamen in rascher Folge hinzu, so dass das Gebäudeensemble im Jahr 1953 Wohnraum für 250 Jungen, 70 Senioren und 60 Ausbildungsbrüder bot.

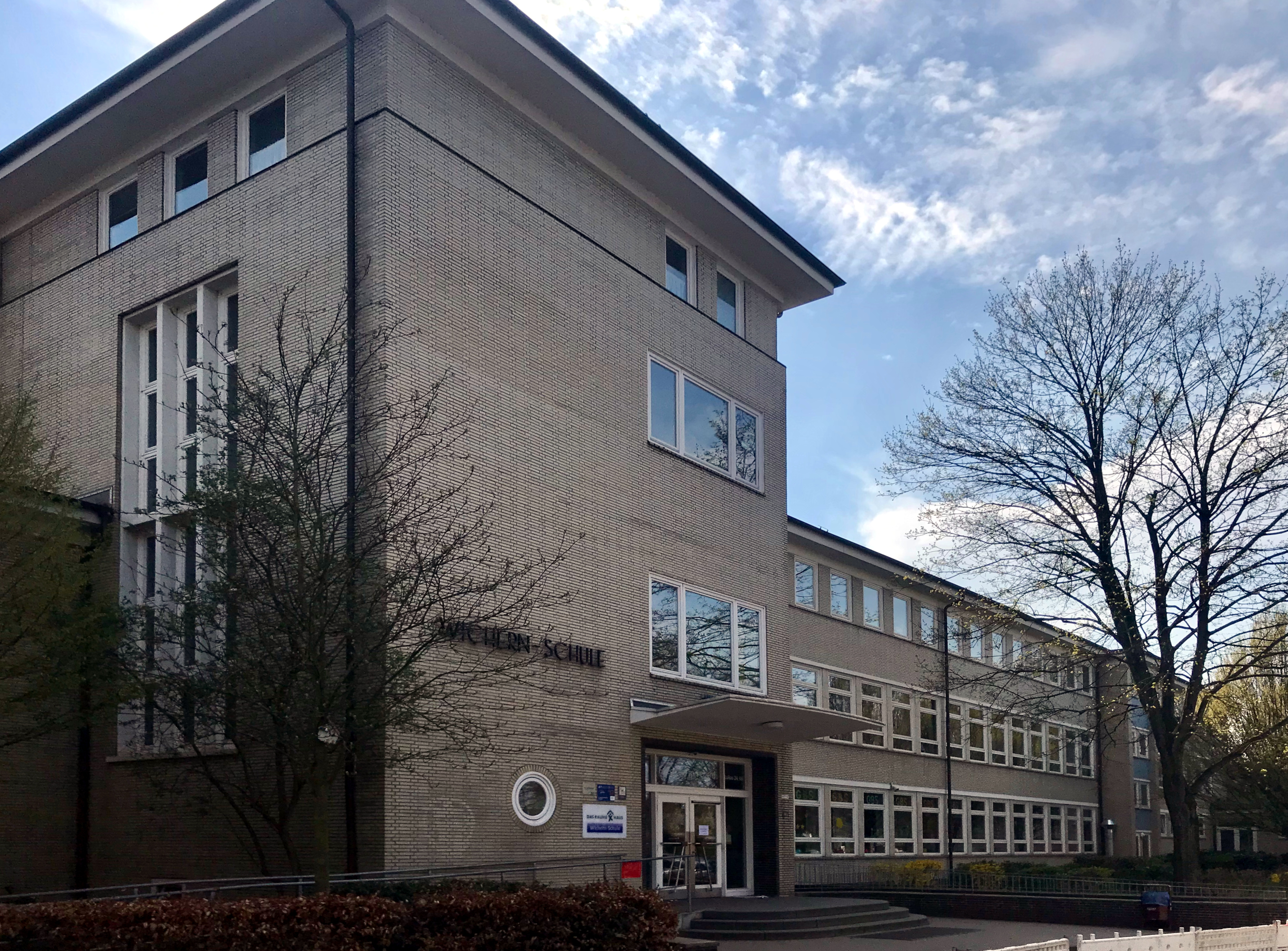
Wichern-Schule (2019)

Zwei große Bauprojekte wurden 1957 abgeschlossen und markierten für das Rauhe Haus das Ende der unmittelbaren Nachkriegszeit:
- Neubau der Wichern-Schule (neue Schreibweise) als koedukative evangelische Privatschule für zunächst 700 bis 800 Schüler;
- Neubau des Wichern-Hauses, das Wohnräume für drei Knabenfamilien sowie ein Brüdergeschoß und eine Krankenstation unter seinem Dach vereinte.

Im gleichen Jahr 1957 übernahm Wolfgang Prehn das Amt des Vorstehers von Gotthold Donndorf. Prehn war Propst von Husum-Bredstedt. Zusätzlich zu seinen Aufgaben im Rauhen Haus war er auch Pfarrer der Dreifaltigkeitskirche (Hamburg-Hamm) bzw. 1965 der Kapernaumkirche (Hamburg-Horn). Dies verdeutlicht, wie stark das Rauhe Haus mittlerweile mit der Landeskirche personell verbunden war.

## Neuausrichtung im westdeutschen Sozialstaat
Mehrere Faktoren führten seit Ende der 1950er Jahre zu einer Neuausrichtung der westdeutschen Diakonie:
- Das Interesse an einer Glaubens-, Lebens- und Dienstgemeinschaft in der Brüderschaft des Rauhen Hauses und vergleichbaren Organisationen ließ nach. Diakonischen Einrichtungen fehlte der eigene Nachwuchs; auf ihren Arbeitsfeldern fand ein „säkulare[r] Professionalisierungs- und Verberuflichungsprozess“ statt.
- Das Bundessozialhilfegesetz (1961) schuf neue Rahmenbedingungen diakonischen Handelns (Stichwort: „Hilfe zur Selbsthilfe“).
- Hatte die Diakonie bisher ihre Aufgabe darin gesehen, Menschen, die aus vielfältigen Gründen in der modernen Gesellschaft nicht bestehen konnten, zu beheimaten, so ging die Tendenz nun zu teilstationären und ambulanten Hilfsangeboten.
- In Folge der 68er-Bewegung wurde die Fürsorgeerziehung insgesamt mit ihren autoritär-paternalistischen Leitungsstrukturen in Frage gestellt.

### Fachhochschule für Sozialarbeit

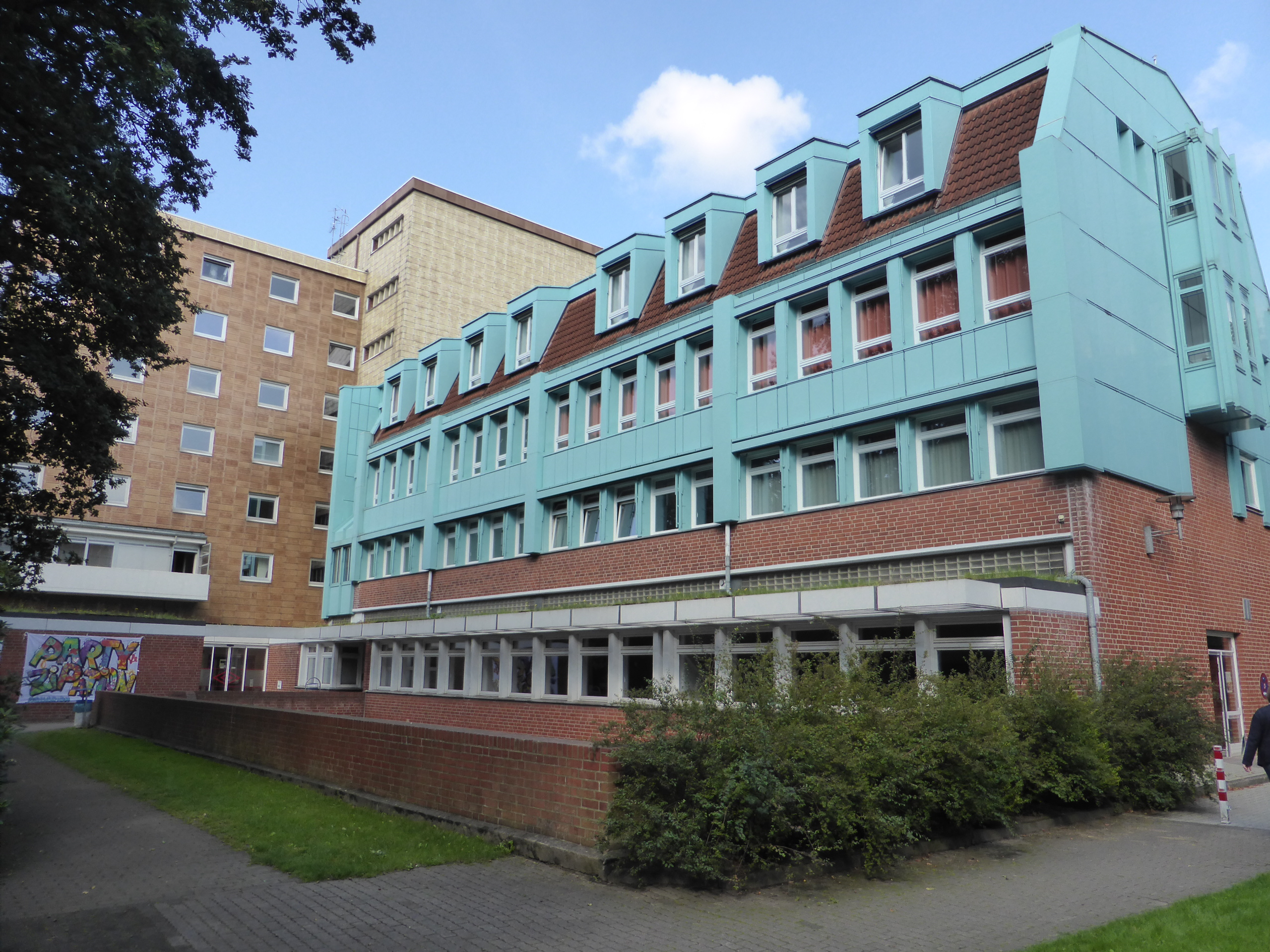
Gebäude der Fachhochschule für Sozialarbeit (2019)

1968 war der Neubau des Brüderhauses abgeschlossen und nahm nun die Höhere Fachschule für soziale Arbeit auf. Während der Studentenunruhen protestierten auch angehende Diakone gegen die bisher üblichen Ausbildungsbedingungen mit eingeschränkter Privatsphäre, starkem Autoritätsgefälle und Doppelbelastung durch die Arbeit als Erzieher in den Kinderfamilien neben dem Studium. Das Rauhe Haus wandelte daraufhin 1971 die Höhere Fachschule in eine Fachhochschule um. Die Verpflichtung, neben der Ausbildung als Erzieher zu arbeiten, entfiel.
Das war ein deutlicher Bruch mit der Wichernschen Tradition. Eine Selbstdarstellung des Rauhen Hauses vom Anfang der 1970er Jahre macht die Neuorientierung hin zu einer stärkeren Professionalisierung deutlich: „An die Stelle der Brüder in der Ausbildung sind Diakone des Rauhen Hauses, Erzieher und Sozialpädagogen getreten. Ihre Ausbildung macht es möglich, die besonderen Schwierigkeiten und Probleme der Kinder und Jugendlichen zu erkennen und mit ihnen zusammen methodisch aufzuarbeiten. … Die vielfältigen Nöte der jungen Menschen unserer Zeit verpflichten uns zu phantasievoller, konsequenter pädagogischer Arbeit aus christlicher Nächstenliebe.“

### Auffächerung und Ausweitung des Angebots
1972 wurde Pastor Ulrich Heidenreich zum Vorsteher des Rauhen Hauses gewählt. Er hatte zuvor das Diakonische Werk in Lübeck geleitet. Während seiner Amtszeit vergrößerte sich das Rauhe Haus sowohl personell als auch finanziell auf das Doppelte und erweiterte seine Arbeitsfelder.

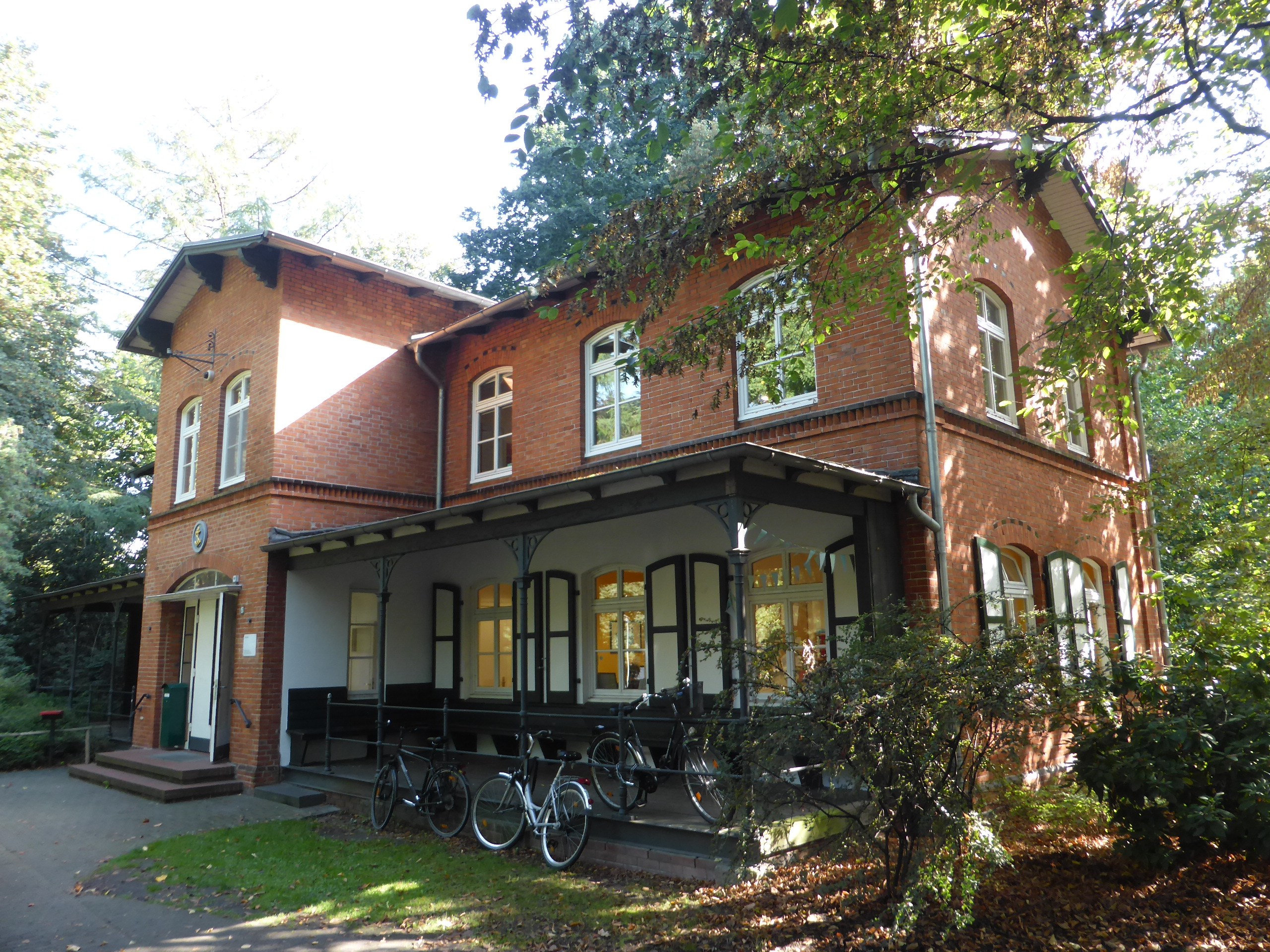
Haus Anker, 1881 für zwei Wohngruppen gebaut, heute von der Verwaltung genutzt (2019)

Auf dem Stiftungsgelände in Hamburg-Horn gab es in den 1970er Jahren mehrere Wohngruppen mit Mädchen und Jungen, die relativ autonom wirtschafteten. Das Familienprinzip bedeutete nicht mehr wie zu Wicherns Zeiten, dass ein Bruder mit den Kindern zusammenlebte, vielmehr wechselten sich mehrere Sozialpädagogen im Schichtdienst ab.
In der Ortschaft Kattendorf richtete das Rauhe Haus weitere Wohngruppen ein; auch auf dem nahegelegenen Kattendorfer Hof gab es eine Wohngemeinschaft von Jugendlichen und jungen Erwachsenen. 1974 erwarb das Rauhe Haus das Gutsgelände des Kattendorfer Hofs mit rund 140 Hektar Land. Den rund 42 Jugendlichen sollten nach Ende der Schulzeit im Raum Kaltenkirchen Arbeitsplätze vermittelt werden, wenn das nicht möglich war, fanden sie Beschäftigung in der eigenen Landwirtschaft, die von Fachkräften geleitet wurde.
Neu aufgebaut wurden fünf Häuser für Wohngruppen am Gräflingsberg in Henstedt-Ulzburg, am Stadtrand von Hamburg. Hier wohnten ab 1969 rund 60 Kinder mit 15 Erziehern in Wohngruppen; die Konzeption des Gräflingsbergs ermöglichte es, dass Geschwister beisammen wohnten, anstatt auf verschiedene Heime aufgeteilt zu werden.
Die Zahl von Wohngruppen im Stadtgebiet vergrößerte sich erheblich; 1987 gab es 50 Wohngruppen des Rauhen Hauses in mehreren Hamburger Stadtteilen für etwa 230 Kinder und Jugendliche. Seit Mitte der 1980er Jahre richtete das Rauhe Haus Wohngruppen für minderjährige unbegleitete Flüchtlinge ein. Das Kinder- und Jugendhilfegesetz von 1991 führte zu einer Ausweitung ambulanter Hilfsangebote, ergänzt seit 1996 um das Kinder- und Familienhilfezentrum Dringsheide, das einen gemeinwesenorientierten Ansatz hat. Die demographische Entwicklung führte dazu, dass seit den 1980er Jahren von der Kinder- und Jugendhilfe nicht mehr benötigte Kapazitäten durch eine seitdem aufgebaute Behindertenhilfe genutzt werden, die ihrerseits wieder in stationäre, teilstationäre und ambulante Hilfsangebote ausdifferenziert ist.

## Das Rauhe Haus im 21. Jahrhundert

### Vorstand und Verwaltungsrat
1995 trat Pastor Dietrich Sattler Heidenreichs Nachfolge als Vorsteher des Rauhen Hauses an, zuvor war er Chefredakteur des Deutschen Allgemeinen Sonntagsblattes gewesen. Seine Amtszeit war durch einen „ökonomischen Druck folgende[n] Gestaltwandel hin zu einem nachfrageorientierten diakonischen Unternehmen“ geprägt.
Seit Ende 2006 besteht der Vorstand des Rauhen Hauses aus mindestens zwei Personen, wobei dem Vorstand die operative Führung des Unternehmens obliegt und dieser zudem Unternehmenscontrolling, Verwaltung, Unternehmenskommunikation und Seelsorge zugeordnet sind. Dagegen haben der ehrenamtliche Verwaltungsrat der Stiftung das Rauhe Haus und das ehrenamtliche Kuratorium der Stiftung Diakonenanstalt keinen Anteil mehr an der operativen Führung, sondern reine Aufsichtsfunktionen. Der Verwaltungsrat behielt allerdings Zustimmungsvorbehalte.
Von 2009 bis September 2019 war Friedemann Green Vorsteher des Rauhen Hauses. Sein Nachfolger Andreas Theurich, zuvor Rektor der Evangelischen Hochschule für Soziale Arbeit & Diakonie, wurde am 27. September 2019 in sein Amt eingeführt. Den Kaufmännischen Vorstand hat Sabine Korb-Chrosch seit dem Jahr 2008 inne.

### Kinder- und Jugendhilfe

#### Stationäre und ambulante Betreuungen

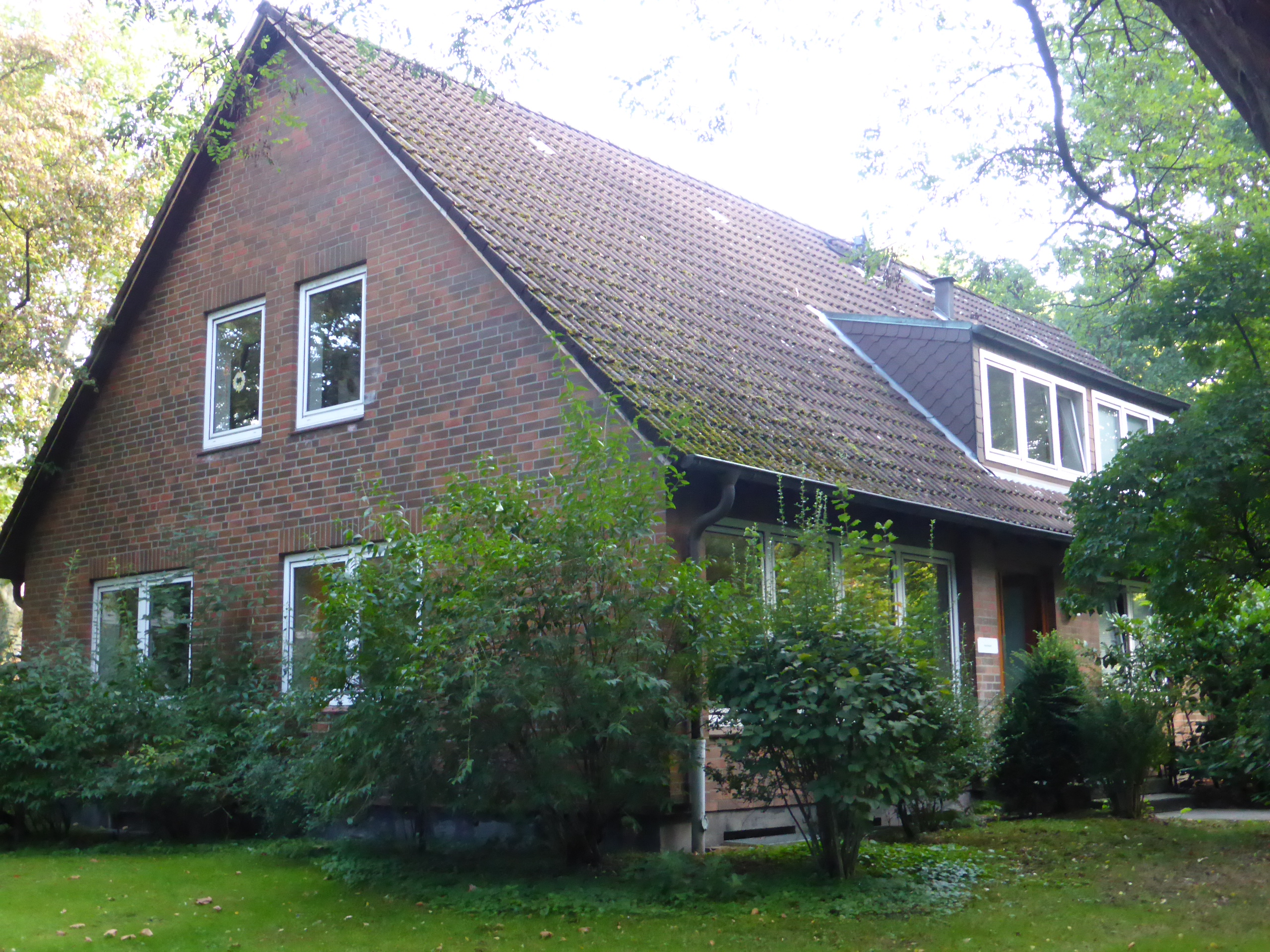
Haus Kastanie (2019)

Das Rauhe Haus betreut Kinder und Jugendliche in Wohngruppen. Es bietet Plätze für stationäre Betreuungen in der Kinder- und Jugendhilfe an, und zwar (Stand 2018):
- Region Hamburg-Mitte: 33 Plätze;
- Region Hamburg-Wandsbek: 34 Plätze;
- Region Hamburg-Eimsbüttel/Altona: 23 Plätze;
- Integration und Sozialtherapeutische Hilfen: 37 Plätze;
- Jugendhilfe und Schule: 10 Plätze.

In jedem dieser Bereiche gibt es zusätzlich ambulante Betreuungen, deren Zahl die der stationären Betreuungen übersteigt. Etwa 625 Kinder, die bei ihren Familien leben, werden auf diese Weise begleitet. Die Wichern-Schule bietet eine ganztägige Bildung und Betreuung für 268 Kinder an. Im Haus Kastanie auf dem Stiftungsgelände (Region Hamburg-Mitte) ist das Angebot Hilfen unter einem Dach beheimatet: unter anderem eine Wohngruppe mit 10 Plätzen, die Beratungsstelle Comeback für Schulverweigerer und eine Anlaufstelle für Jugendliche, die früher in einer Wohngruppe des Rauhen Hauses gelebt haben. Außerdem macht das Kinder- und Familienzentrum Dringsheide pädagogische Gruppenangebote und bietet offene Treffs für fast 300 Erwachsene und Kinder. Das „Dringsheider Sommerleben“ ist ein Angebot für maximal 220 Teilnehmer.

#### Todesfall Lara-Mia
Im März 2009 starb die neunmonatige Lara-Mia in Hamburg-Wilhelmsburg an Mangelernährung. Sie war gemeinsam mit ihrer jungen Mutter ambulant durch das Rauhe Haus betreut worden. Die Leitung des Rauhen Hauses gab eine externe Überprüfung der eigenen Arbeitsweise und der Abläufe, die zum Tod Lara-Mias führten, in Auftrag. Sowohl die Kindesmutter als auch deren Lebensgefährte wurden vom Landgericht Hamburg am 16. Juli 2010 wegen gemeinschaftlicher gefährlicher Körperverletzung durch Unterlassen und gemeinschaftlicher Verletzung der Fürsorge- und Erziehungspflicht durch Unterlassen schuldig gesprochen, die Jugendstrafen wurden in beiden Fällen zur Bewährung ausgesetzt. Im August 2010 verurteilte das Amtsgericht Harburg die Betreuerin zu einer Geldstrafe. Die Deutsche Kinderhilfe kritisierte ebenso wie der Bund Deutscher Kriminalbeamter, dass das Gericht eine Sozialarbeiterin kriminalisiere und es versäumt habe, Systemprobleme und Behördenversagen zu klären. Der Expertenbericht kam zu der Einschätzung, „dass durch das weitgehende Vertrauen der Fachkraft in die Ressourcen der jungen Familie vorhandene Signale [für eine Verschlechterung von Lara-Mias Zustand] nicht als Alarmsignale gedeutet werden konnten.“ Der gleiche Bericht übte Kritik am Handeln des Jugendamtes. Fatal sei insbesondere gewesen, dass im September 2008 das Hilfeziel „Kontrolle über das Kindeswohl“ entfiel.

#### Todesfall Tayler
Im Dezember 2015 starb der mit einem Schütteltrauma eingelieferte einjährige Tayler im Universitätsklinikum Eppendorf an seinen Kopfverletzungen. Intensivmedizinische Behandlung konnte das Kind nicht mehr retten.
Seit dem 21. August 2015 waren Mutter und Kind von Sozialpädagogen des Rauhen Hauses ambulant betreut worden. Sie überprüften regelmäßig, ob das Kind Verletzungen aufwies, und führten Gespräche mit der Mutter. Daraus ging hervor, dass eine gute Bindung entstanden war. Blutergüsse im Gesicht schienen der Betreuerin eine Folge von Taylers altersbedingtem Aktionsdrang zu sein, zumal Tayler motorische Defizite hatte und deshalb einen Kopfschutz trug. Ein Sprecher des Rauhen Hauses wies darauf hin, dass die Situation von Tayler vom zuständigen Jugendamt Altona nicht als Kinderschutzfall eingestuft worden war, bei dem eine Meldepflicht für die Hämatome bestanden hätte, sondern nur als Fall für Hilfe bei der Erziehung.
Das Landgericht Hamburg verurteilte den Lebensgefährten der Mutter wegen Totschlags am 19. Dezember 2016 zu einer elfjährigen Freiheitsstrafe.

### Teilhabe mit Assistenz

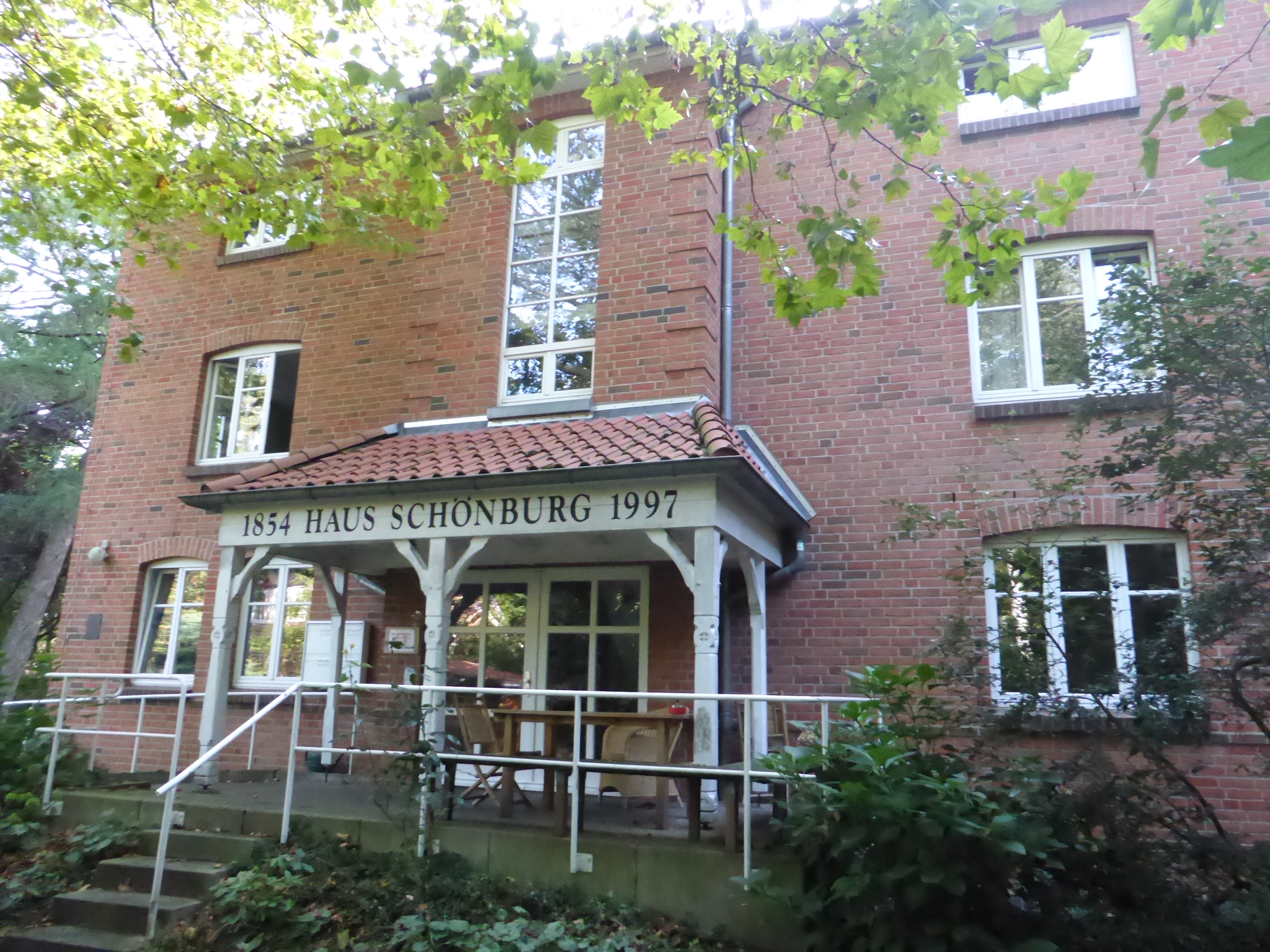
Haus Schönburg (2019)

Der Stiftungsbereich Teilhabe mit Assistenz macht Angebote für Menschen mit geistiger Behinderung. In den drei Regionen Südholstein, Hamburg und Wandsbek/Altona/Eimsbüttel gibt es insgesamt (Stand 2018) 133 Plätze in Wohnanlagen und -häusern. Darüber hinaus werden 139 Menschen ambulant pädagogisch betreut, die in ihrer eigenen Wohnung leben. Im Stadtgebiet von Hamburg gibt es insgesamt 64 Plätze in ambulant betreuten Wohngemeinschaften. Die drei Wohngebäude Linde, Ulme und Schönburg auf dem Stiftungsgelände sind für Wohngemeinschaften eingerichtet und besitzen darüber hinaus Einzelappartements, in denen das Leben in einer eigenen Wohnung erprobt werden kann.
Sowohl in Südholstein als auch in Hamburg ist das Rauhe Haus auch durch Tagesförderung und individuelle Arbeitsbegleitung präsent. Letztere zielt darauf, „Menschen mit unterschiedlichem Leistungsvermögen die gleichen Arbeitsorte zu erschließen, die auch anderen Berufstätigen offen stehen.“
Außerdem gibt es ein Gäste- und Tagungshaus und, verteilt auf drei Kulturtreffpunkte, offene Gruppenangebote, Kurse der Erwachsenenbildung, Ferienreisen und Angebote im Kirchenjahr.

### Sozialpsychiatrie
Ähnlich wie sich die Behindertenhilfe aus der Kinder- und Jugendhilfe entwickelte, ist die Sozialpsychiatrie aus der Arbeit mit Senioren hervorgegangen. Im Oktober 1975 zogen die ersten Bewohner in ein neu errichtetes psychogeriatrisches Pflegeheim auf dem Brüderhof ein, das zu diesem Zeitpunkt als innovativ galt. Es verband therapeutische Maßnahmen mit aktivierender Pflege. Jedoch erfüllten sich die Erwartungen an dieses Konzept nicht, so dass der Brüderhof im Juni 2009 aufgegeben wurde und die dort lebenden Menschen in die vier Hamburger Regionalzentren, in Altenpflegeeinrichtungen, in ihre Familien oder Einrichtungen anderer Träger umzogen. Die markanten weiß-gelben Bungalows an der Grenze zwischen Norderstedt und Henstedt-Ulzburg wurden daraufhin abgerissen. Seit Anfang der 1990er Jahre macht das Rauhe Haus Angebote im Bereich der Gemeindepsychiatrie, wobei die Stiftung Gebäude vom Kirchenkreis Alt-Hamburg übernahm, um sie nach Umbau für Betreutes Wohnen zu nutzen.
„Derzeit [2008] befindet sich der Bereich der Sozialpsychiatrie in einem tiefgreifenden Umstrukturierungsprozess, bei dem sämtliche Dienste und Einrichtungen innerhalb von drei Jahren … auf das Stadtgebiet Hamburg konzentriert und in vier regional orientierten Hilfezentren (Barmbek, Ohlsdorf, Wandsbek und Mitte) zusammengeführt werden. … Am Ende sollen ambulante Dienste zwei Drittel, stationäre Einrichtungen ein Drittel des Angebots ausmachen.“ Dieser Prozess war im Mai 2010 abgeschlossen. Im Jahr 2018 gab es in den mittlerweile drei Regionen Mitte, Nordost und Nord insgesamt 133 Plätze in stationären Einrichtungen sowie ambulante Unterstützung für etwa 380 Menschen und 68 Plätze in der individuellen Arbeitsbegleitung.

### Pflege

#### Evangelische Berufsschule für Pflege
Die im Jahr 1961 als Evangelische Haus- und Altenpflegerinnenschule der Hamburger Stadtmission gegründete Einrichtung ist die älteste ihrer Art in Hamburg. Sie bildet staatlich anerkannte Altenpfleger sowie (seit 2014) Gesundheits- und Pflegeassistenten aus. 1975 erkannte die Stadt Hamburg die Einrichtung als Berufsfachschule für Altenpflege an, und 6 Jahre später erhielt sie die staatliche Anerkennung nach dem Hamburger Privatschulgesetz. So war 1982 die staatlich anerkannte evangelische Berufsfachschule für Altenpflege entstanden, und deren Trägerschaft ging von der Stadtmission an das Rauhe Haus über. Im Oktober 2014 bezog die Berufsschule neue Räume in der Weidestraße (Barmbek-Süd). „Im Januar 2016 haben das Diakonische Werk Hamburg und die Stiftung Das Rauhe Haus gemeinsam die Diakonische Fort- und Weiterbildungsakademie gGmbH (DFA) gegründet. Damit wurden alle bisherigen Fort- und Weiterbildungsaktivitäten der Evangelischen Berufsschule für Pflege des Rauhen Hauses und der Fortbildungsstelle des Diakonischen Werkes gebündelt.“

#### Alten- und Pflegeheim Haus Weinberg
Haus Weinberg ist ein Alten- und Pflegeheim auf dem Stiftungsgelände in Hamburg-Horn. Im Jahr 1956 war es unter dem Namen Goldener Boden als für die Erbauungszeit modernes Altenheim errichtet worden. In den Folgejahren stieg das Durchschnittsalter der Bewohner, und das Haus bekam stärker den Charakter eines Pflegeheims. Nach einem Umbau 1980/81 erhielt es den Namen Haus Weinberg; ein Erweiterungsbau folgte. Die Konzeption sah vor, überwiegend Senioren aus dem Nahbereich aufzunehmen, um das soziale Umfeld der alten Menschen stärker einbeziehen zu können und sich mit wohnortnahen Altenpflegeangeboten zu vernetzen.
Das Alten- und Pflegeheim Haus Weinberg bietet (Stand 2018) 74 Plätze im Wohnbereich, außerdem 14 Plätze in der Kurzzeitpflege. Es gibt eine Wohngemeinschaft von Menschen mit Demenz (10 Plätze). Eine Integrierte Ambulante Pflege ist im Aufbau.